# Tyrannosaurus
Tyrannosaure
«  Tyrannosaure » redirige ici. Ne pas confondre avec Tyrannosaur ni (9951) Tyrannosaure.
«  T. rex » redirige ici. Ne pas confondre avec T. Rex.
« Tyrannosaurus rex » redirige ici. Pour les autres significations, voir Tyrannosaurus rex (homonymie).
Genre
Espèces de rang inférieur
- Tyrannosaurus rex Osborn, 1905
- Tyrannosaurus mcraeensis Dalman et al., 2024

Synonymes
- Manospondylus gigas Cope, 1892
- Dynamosaurus imperiosus , Osborn, 1905
- Tyrannosaurus imperiosus Osborn, 1905
- Nanotyrannus lancensis? Gilmore, 1946
- Aublysodon molnari Paul, 1988
- Dinotyrannus megagracilis Olshevsky, 1995
- Stygivenator molnari (Paul, 1988) Olshevsky, 1995

- Tyrannosaurus bataar? Maleev, 1955

Tyrannosaurus, communément appelé tyrannosaure, est un genre éteint de dinosaures théropodes appartenant à la famille des Tyrannosauridae et ayant vécu au Campanien et au Maastrichtien, derniers étages du Crétacé, il y a environ 68 à 66 millions d'années, en Amérique du Nord. Tyrannosaurus rex, dont l'étymologie du nom signifie « roi des lézards tyrans », est l'une des plus célèbres espèces de dinosaures. Tyrannosaurus fut l'un des derniers dinosaures non-aviens à avoir vécu jusqu'à l'extinction survenue à la limite Crétacé-Paléogène il y a 66 millions d'années.
Tout comme les autres membres du clade des Tyrannosauridae, Tyrannosaurus était un carnassier bipède doté d'un crâne massif équilibré par une longue queue puissante. Comparés à ses larges membres postérieurs, les bras du Tyrannosaurus étaient petits et atrophiés et ne portaient que deux doigts griffus. Même si d'autres théropodes rivalisaient voire dépassaient Tyrannosaurus en taille, il est le plus grand Tyrannosauridae connu et l'un des plus grands carnivores terrestres ayant existé sur la planète, avec une longueur de plus de 13,2 mètres,, 4 mètres à hauteur de hanches et un poids pouvant atteindre 8 tonnes (pour les spécimens les plus lourds). Plus grand carnivore terrestre de son temps, le tyrannosaure a été un superprédateur au sommet de la chaîne alimentaire, chassant notamment des herbivores de grande taille tels que les Hadrosauridae et les Ceratopsidae, même si certains experts suggèrent qu'il était avant tout charognard.
Une cinquantaine de spécimens fossiles de Tyrannosaurus rex a été recensée, dont moins de la moitié sont presque complets. Un laboratoire est parvenu à déminéraliser des restes de tissus mous et de protéines à partir d'un échantillon d'au moins l'un de ces spécimens. Cette abondance de matériaux a permis de nombreuses avancées dans bien des aspects de l'histoire et de la biologie de cette espèce. Si certains points sont consensuels, d'autres restent controversés, tels que ses habitudes alimentaires, sa physiologie ou sa vitesse de pointe. Sa relation de parenté avec le genre Tarbosaurus est sujette à débat : si la majorité des spécialistes considèrent T. rex comme la seule espèce du genre Tyrannosaurus (ce qui validerait le taxon Tarbosaurus bataar, que l'on a trouvé en Asie et dont l'anatomie est quasiment identique),, certains chercheurs considèrent que les spécimens asiatiques identifiés comme Tarbosaurus bataar appartiennent en réalité au genre Tyrannosaurus (ce qui ferait synonymiser les deux genres et signifierait que l'espèce asiatique doit être nommée Tyrannosaurus bataar). La synonymie de plusieurs autres genres a déjà été établie, comme Manospondylus ou Dynamosaurus, dont les spécimens sont tous, de nos jours, considérés comme appartenant en réalité au genre Tyrannosaurus.

## Étymologie
Le genre Tyrannosaurus fut créé en 1905 par Henry Fairfield Osborn, alors conservateur du tout nouveau département de paléontologie des vertébrés à l’American Museum of Natural History de New York. Le nom de genre dérive, par l'intermédiaire du latin, des racines grecques τύραννος / túrannos (« maître », « tyran ») et σαῦρος / saûros (« lézard »). Quant à l'épithète spécifique rex, elle signifie « roi » en latin. Osborn lui attribua cette appellation car ce fut un prédateur impressionnant, avec des griffes et des dents particulièrement développées. Le nom binominal complet Tyrannosaurus rex peut être ainsi traduit par « roi des lézards tyrans », soulignant la domination imaginée de l'animal sur les autres espèces de son temps.
On l'appelle souvent « T. rex », qui est l'initiale du nom de genre suivie de l'épithète spécifique. Cependant, le diminutif « T-Rex » est fréquemment utilisé et abusif puisque l'espèce Tyrannosaurus rex ne possède pas de trait d'union, et les termes spécifiques ne portent jamais de majuscule. Dans le cas présent le nom scientifique de l'espèce est Tyrannosaurus rex, nom binominal où Tyrannosaurus est le terme générique, le genre, et où rex est le terme spécifique, ce dernier étant toujours écrit entièrement en minuscules. De même, la prononciation « Ti-rex », popularisée après la sortie du film Jurassic Park en 1993, n'a aucune raison d'être dans le monde francophone puisque les noms binomiaux des espèces ne sont pas en anglais, mais en latin.
Originellement nommé Dynamosaurus imperiosus (« Saurien dynamique impérial ») par Barnum Brown lors de sa découverte, ces noms de genre et d'espèce ne perdureront cependant pas dans la littérature.

## Description

Comparaison de taille entre l'un des plus grands spécimens de Tyrannosaurus rex retrouvés et un être humain.

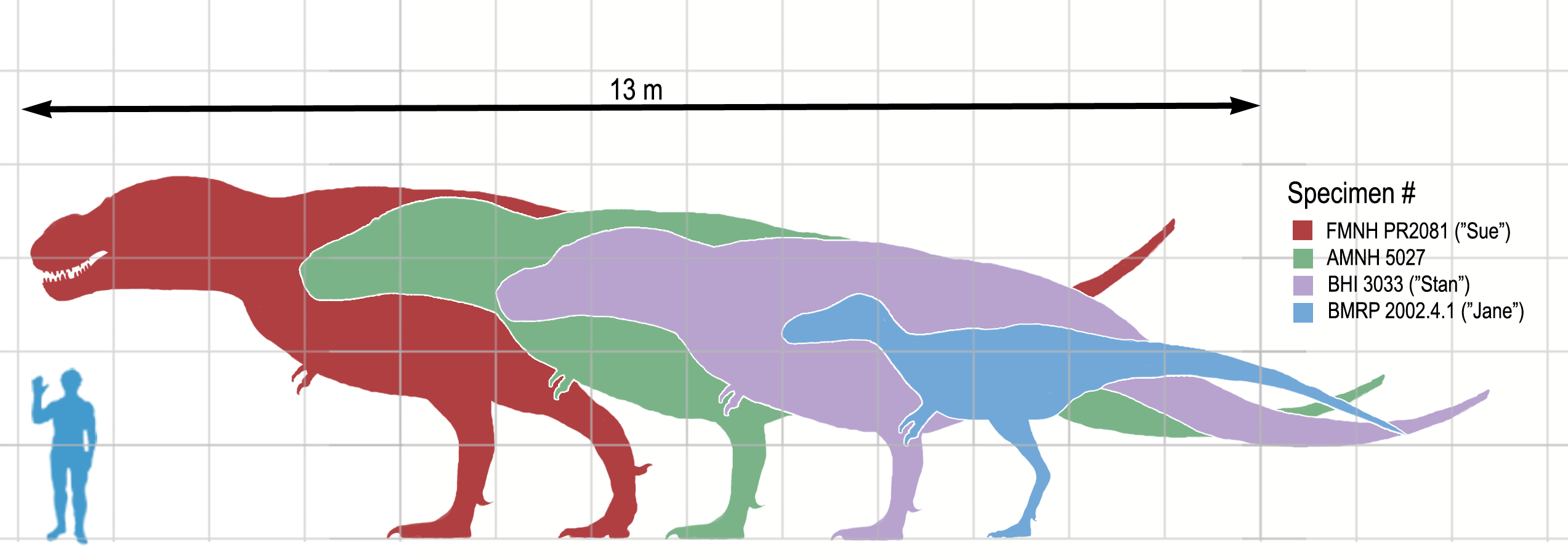
Comparaison de taille entre différents spécimens de T. rex et un humain.

Comparaison de taille entre différents dinosaures théropodes géants (de gauche à droite : Spinosaurus aegytiacus, Giganotosaurus carolini, Tyrannosaurus rex, Mapusaurus roseae, et Carcharodontosaurus saharicus.

Tyrannosaurus rex est l'un des plus grands carnivores ayant vécu sur Terre. Le plus grand spécimen complet (mais pas le plus grand spécimen) découvert à ce jour, répertorié sous le code FMNH PR2081 et surnommé « Sue », du nom de la paléontologue Sue Hendrickson, mesure 12,8 mètres de long et 4 mètres de haut au niveau des hanches. Les différentes estimations de la masse du Tyrannosaurus rex ont grandement varié au cours des années, allant selon les auteurs de plus de 8,8 tonnes à moins de 4,5 tonnes, avec d'après les estimations les plus récentes une fourchette allant de 7,8 à 9,9 tonnes,,,.
Tyrannosaurus rex était peut-être légèrement moins imposant que Spinosaurus, Carcharodontosaurus et Giganotosaurus, trois autres carnivores du Crétacé,.
Comme chez les autres théropodes, le cou du T. rex forme une courbe en forme de « S » afin de maintenir la tête au-dessus du corps, mais il est particulièrement court et musclé afin de supporter la tête massive. Les bras sont courts et se terminent par deux doigts. En 2007, un spécimen possédant trois doigts à chaque main a été découvert dans la formation de Hell Creek dans le Montana, suggérant la possible présence d'un troisième doigt vestigial chez Tyrannosaurus, hypothèse restant à confirmer. Proportionnellement à la taille du corps, les jambes du T. rex sont parmi les plus longues de tous les théropodes. La queue est longue et massive, constituée parfois de plus de quarante vertèbres, agissant comme un balancier permettant d'équilibrer la lourde tête et le torse. Afin d'alléger l'animal et de lui permettre de se mouvoir suffisamment rapidement, de nombreux os sont creux, réduisant la masse sans perte significative de solidité.
Le plus grand crâne de T. rex mesure 1,535 mètre (5 pieds) de longueur. De larges cavités aériennes permettaient de réduire la masse du crâne, et laissaient la place aux attaches des muscles de la mâchoire, comme chez tous les théropodes carnivores. Mais, sur d'autres aspects, le crâne de Tyrannosaurus est significativement différent de celui des autres grands théropodes. Extrêmement large à l'arrière et muni d'un museau étroit, il permet une très bonne vision stéréoscopique,.
Les os du crâne sont massifs et certains os de la face dont l'os nasal sont fusionnés, empêchant tout mouvement. Beaucoup sont pneumatisés (constitués d'une structure en nid d'abeilles de petites poches d'air) ce qui a pour conséquence de les rendre plus souples et plus légers. Ces caractéristiques du crâne des tyrannosauridés leur aurait donné une morsure très puissante dépassant largement celle de tous les non-tyrannosauridés,,. Cependant, et malgré le cliché véhiculé par la saga des films Jurassic Park, T. rex ne pouvait pas tirer la langue, cette dernière étant supposée collée au fond de la gueule comme chez l'alligator. La conclusion est aussi valable pour la plupart des dinosaures.
L'extrémité de la mâchoire supérieure est en forme de « U » (alors qu'elle est en forme de « V » chez la plupart des carnivores en dehors de la super-famille des Tyrannosauroidea), ce qui augmente la quantité de chair et d'os pouvant être arrachée à chaque bouchée, tout en augmentant l'effort exercé sur les dents frontales,. L'étude des dents de Tyrannosaurus rex montre une importante hétérodontie, c'est-à-dire la présence de dents de morphologies différentes,.
Les prémaxillaires à l'avant de la mâchoire supérieure sont resserrés, avec des crêtes de renforcement sur la surface arrière, en forme d'incisive recourbée vers l'arrière, réduisant ainsi le risque que les dents ne s'arrachent quand Tyrannosaurus mordait et tirait. Les autres dents sont robustes, plus largement espacées et également renforcées par des crêtes. Les dents de la mâchoire supérieure sont plus grandes que toutes les autres. La plus grande trouvée à ce jour est estimée à 30 cm de long, racine comprise, ce qui en fait la plus grande dent de dinosaure carnivore.
Dans les premiers temps, les paléontologues pensaient qu'il se tenait presque verticalement à cause de sa bipédie. Mais à la suite de la découverte de nouveaux squelettes et à des études biomécaniques, il s'avère qu'il se serait tenu à l'horizontale car c'est la seule manière pour que ses vertèbres supportent son poids. Le tyrannosaure ne devait donc pas dépasser 6 mètres de hauteur.
Il se tenait sur ses deux pattes arrière. Ses membres postérieurs, terminés par un pied à trois orteils griffus, étaient particulièrement puissants. Sa vision frontale lui permettait d'évaluer efficacement les distances. Afin de pouvoir soutenir son immense tête, ses membres antérieurs étaient atrophiés (« miniaturisés »). Ses bras avaient néanmoins des muscles développés et ils disposaient de deux doigts avec des griffes acérées. Ils servaient sans doute à maintenir la nourriture, mais étaient trop courts (comparables à ceux d'un homme) pour pouvoir la ramasser au sol. Le tyrannosaure était donc obligé de se pencher pour ronger les carcasses de ses proies. Certaines de ses dents, particulièrement impressionnantes (atteignant 18 cm de long), étaient crénelées comme des couteaux à viande. On suppose qu'il pouvait déplacer l'un de ses maxillaires vers l'arrière. D'autre part, l'usure des dents fossilisées indique qu'il mâchait des aliments relativement durs.
La mâchoire du tyrannosaure était d'une puissance phénoménale. Selon une étude publiée en 2012, elle pouvait appliquer sur une seule dent postérieure une force estimée entre 35 000 et 57 000 N, soit une pression équivalente d'environ 3,5 à 5,7 tonnes, à comparer aux 1 000 N environ d'un être humain, ou à la force 8 fois moins importante d'un alligator,. Elle est considérée comme la plus puissante de tout le règne animal vivant ou éteint : le tyrannosaure était ainsi capable d'emporter plusieurs kilogrammes de chair lors d'un seul coup de mâchoire.
Il n'est pas exclu que le tyrannosaure, comme d'autres dinosaures de cette époque, ait été pourvu de plumes. Une équipe de chercheurs a d'ailleurs découvert dans un fémur brisé des tissus mous » (phénomène extrêmement rare),. « Les vaisseaux (sanguins) et leur contenu sont similaires à ceux observés dans les os d'autruche », a rapporté la paléontologue Mary Schweitzer.

## Systématique
Tyrannosaurus appartient à la famille des Tyrannosauridae, à la super-famille des Tyrannosauroidea, à l'infra-ordre des Coelurosauria, au sous-ordre des Theropoda et à l'ordre des saurischiens. La famille des tyrannosauridés inclut également Daspletosaurus, dinosaure de l'Amérique du Nord et l'asiatique Tarbosaurus,, tous deux ayant parfois été considérés comme synonymes de Tyrannosaurus. On a considéré autrefois les tyrannosauridés comme étant des descendants des premiers grands théropodes comme les mégalosaures et les carnosaures, mais ils ont été reclassés plus récemment parmi les cœlurosauriens.
En 1955, le paléontologue soviétique Evgeny Maleev nomme une nouvelle espèce Tyrannosaurus bataar, à partir de restes fossiles découverts en Mongolie en 1946. Mais en 1965, les spécialistes découvrent que cette espèce se distingue du Tyrannosaurus nord-américain, et elle est alors renommée Tarbosaurus bataar. De nombreuses analyses phylogénétiques ont permis de découvrir que Tarbosaurus bataar était un taxon frère de Tyrannosaurus rex et il a été souvent considéré comme étant une espèce asiatique du Tyrannosaurus,,. Une nouvelle description du crâne du Tarbosaurus bataar a permis de démontrer qu'il est plus étroit que celui du Tyrannosaurus rex et que la répartition de la pression lors d'une morsure devait être bien différente, plus proche de celle de l'Alioramus, un autre tyrannosaure asiatique.
En 2003, une analyse cladistique a montré que c'était Alioramus, et non pas Tyrannosaurus, qui était le taxon frère de Tarbosaurus, ce qui suggérerait que Tarbosaurus et Tyrannosaurus devraient bien rester distincts.
Cette hypothèse a été réfutée par les grandes analyses phylogénétique exhaustives conduites sur les Tyrannosauroidea, en particlulier durant les années 2010,, ont démontré que Tyrannosaurus était en fait en groupe frère avec Tarbosaurus dans un petit clade et que ces deux animaux, qui sont bien deux genres distincts, étaient les plus évolués de la famille des Tyrannosauridae.
D'autres fossiles de tyrannosauridés trouvés dans les mêmes formations que Tyrannosaurus rex ont été initialement classés comme des taxons distincts, y compris Aublysodon et Albertosaurus megagracilis, ce dernier étant renommé Megagracilis dinotyrannus en 1995. Cependant, ces fossiles sont désormais universellement considérés comme étant des formes juvéniles de Tyrannosaurus rex.
Un petit crâne presque complet trouvé dans le Montana, mesurant 60 cm de long, pourrait être une exception. Ce crâne a été classé initialement comme une espèce de Gorgosaurus (G. lancensis) par Charles Whitney Gilmore en 1946 mais il a été ensuite rattaché à un nouveau genre, Nanotyrannus. Les avis restent partagés sur la validité de Nanotyrannus lancensis. De nombreux paléontologues considèrent qu'il appartient à un petit de Tyrannosaurus rex. Il existe des différences mineures entre les deux espèces, notamment un plus grand nombre de dents chez N. lancensis, ce qui conduit certains à recommander de conserver les deux genres distincts jusqu'à ce que de nouvelles découvertes permettent de clarifier la situation,. Depuis, un crâne avec une taille et un nombre de dents intermédiaires corrobore la thèse d'une seule espèce,.

### Cladogramme
Ci-dessous, la phylogénie des genres de tyrannosauridés d'après l'étude publié par Brusatte & Carr (2016) :
|  | Albertosaurus |
|  |               |
|  | Gorgosaurus   |
|  |               |

| Alioramini | \| \| Alioramus \| \| \| \| \| \| Qianzhousaurus \| \| \| \| |
|            | \| \| Alioramus \| \| \| \| \| \| Qianzhousaurus \| \| \| \| |
|            | Alioramus                                                    |
|            |                                                              |
|            | Qianzhousaurus                                               |
|            |                                                              |

|  | Alioramus      |
|  |                |
|  | Qianzhousaurus |
|  |                |

|  | Nanuqsaurus   |
|  |               |
|  | Teratophoneus |
|  |               |

|  | Zhuchengtyrannus                                              |
|  |                                                               |
|  | \| \| Tarbosaurus \| \| \| \| \| \| Tyrannosaurus \| \| \| \| |
|  |                                                               |
|  | Tarbosaurus                                                   |
|  |                                                               |
|  | Tyrannosaurus                                                 |
|  |                                                               |

|  | Tarbosaurus   |
|  |               |
|  | Tyrannosaurus |
|  |               |

|  | Zhuchengtyrannus                                              |
|  |                                                               |
|  | \| \| Tarbosaurus \| \| \| \| \| \| Tyrannosaurus \| \| \| \| |
|  |                                                               |
|  | Tarbosaurus                                                   |
|  |                                                               |
|  | Tyrannosaurus                                                 |
|  |                                                               |

|  | Tarbosaurus   |
|  |               |
|  | Tyrannosaurus |
|  |               |

|  | Zhuchengtyrannus                                              |
|  |                                                               |
|  | \| \| Tarbosaurus \| \| \| \| \| \| Tyrannosaurus \| \| \| \| |
|  |                                                               |
|  | Tarbosaurus                                                   |
|  |                                                               |
|  | Tyrannosaurus                                                 |
|  |                                                               |

|  | Tarbosaurus   |
|  |               |
|  | Tyrannosaurus |
|  |               |

|  | Zhuchengtyrannus                                              |
|  |                                                               |
|  | \| \| Tarbosaurus \| \| \| \| \| \| Tyrannosaurus \| \| \| \| |
|  |                                                               |
|  | Tarbosaurus                                                   |
|  |                                                               |
|  | Tyrannosaurus                                                 |
|  |                                                               |

|  | Tarbosaurus   |
|  |               |
|  | Tyrannosaurus |
|  |               |

|  | Nanuqsaurus   |
|  |               |
|  | Teratophoneus |
|  |               |

|  | Zhuchengtyrannus                                              |
|  |                                                               |
|  | \| \| Tarbosaurus \| \| \| \| \| \| Tyrannosaurus \| \| \| \| |
|  |                                                               |
|  | Tarbosaurus                                                   |
|  |                                                               |
|  | Tyrannosaurus                                                 |
|  |                                                               |

|  | Tarbosaurus   |
|  |               |
|  | Tyrannosaurus |
|  |               |

|  | Zhuchengtyrannus                                              |
|  |                                                               |
|  | \| \| Tarbosaurus \| \| \| \| \| \| Tyrannosaurus \| \| \| \| |
|  |                                                               |
|  | Tarbosaurus                                                   |
|  |                                                               |
|  | Tyrannosaurus                                                 |
|  |                                                               |

|  | Tarbosaurus   |
|  |               |
|  | Tyrannosaurus |
|  |               |

|  | Zhuchengtyrannus                                              |
|  |                                                               |
|  | \| \| Tarbosaurus \| \| \| \| \| \| Tyrannosaurus \| \| \| \| |
|  |                                                               |
|  | Tarbosaurus                                                   |
|  |                                                               |
|  | Tyrannosaurus                                                 |
|  |                                                               |

|  | Tarbosaurus   |
|  |               |
|  | Tyrannosaurus |
|  |               |

|  | Zhuchengtyrannus                                              |
|  |                                                               |
|  | \| \| Tarbosaurus \| \| \| \| \| \| Tyrannosaurus \| \| \| \| |
|  |                                                               |
|  | Tarbosaurus                                                   |
|  |                                                               |
|  | Tyrannosaurus                                                 |
|  |                                                               |

|  | Tarbosaurus   |
|  |               |
|  | Tyrannosaurus |
|  |               |

| Alioramini | \| \| Alioramus \| \| \| \| \| \| Qianzhousaurus \| \| \| \| |
|            | \| \| Alioramus \| \| \| \| \| \| Qianzhousaurus \| \| \| \| |
|            | Alioramus                                                    |
|            |                                                              |
|            | Qianzhousaurus                                               |
|            |                                                              |

|  | Alioramus      |
|  |                |
|  | Qianzhousaurus |
|  |                |

|  | Nanuqsaurus   |
|  |               |
|  | Teratophoneus |
|  |               |

|  | Zhuchengtyrannus                                              |
|  |                                                               |
|  | \| \| Tarbosaurus \| \| \| \| \| \| Tyrannosaurus \| \| \| \| |
|  |                                                               |
|  | Tarbosaurus                                                   |
|  |                                                               |
|  | Tyrannosaurus                                                 |
|  |                                                               |

|  | Tarbosaurus   |
|  |               |
|  | Tyrannosaurus |
|  |               |

|  | Zhuchengtyrannus                                              |
|  |                                                               |
|  | \| \| Tarbosaurus \| \| \| \| \| \| Tyrannosaurus \| \| \| \| |
|  |                                                               |
|  | Tarbosaurus                                                   |
|  |                                                               |
|  | Tyrannosaurus                                                 |
|  |                                                               |

|  | Tarbosaurus   |
|  |               |
|  | Tyrannosaurus |
|  |               |

|  | Zhuchengtyrannus                                              |
|  |                                                               |
|  | \| \| Tarbosaurus \| \| \| \| \| \| Tyrannosaurus \| \| \| \| |
|  |                                                               |
|  | Tarbosaurus                                                   |
|  |                                                               |
|  | Tyrannosaurus                                                 |
|  |                                                               |

|  | Tarbosaurus   |
|  |               |
|  | Tyrannosaurus |
|  |               |

|  | Zhuchengtyrannus                                              |
|  |                                                               |
|  | \| \| Tarbosaurus \| \| \| \| \| \| Tyrannosaurus \| \| \| \| |
|  |                                                               |
|  | Tarbosaurus                                                   |
|  |                                                               |
|  | Tyrannosaurus                                                 |
|  |                                                               |

|  | Tarbosaurus   |
|  |               |
|  | Tyrannosaurus |
|  |               |

|  | Nanuqsaurus   |
|  |               |
|  | Teratophoneus |
|  |               |

|  | Zhuchengtyrannus                                              |
|  |                                                               |
|  | \| \| Tarbosaurus \| \| \| \| \| \| Tyrannosaurus \| \| \| \| |
|  |                                                               |
|  | Tarbosaurus                                                   |
|  |                                                               |
|  | Tyrannosaurus                                                 |
|  |                                                               |

|  | Tarbosaurus   |
|  |               |
|  | Tyrannosaurus |
|  |               |

|  | Zhuchengtyrannus                                              |
|  |                                                               |
|  | \| \| Tarbosaurus \| \| \| \| \| \| Tyrannosaurus \| \| \| \| |
|  |                                                               |
|  | Tarbosaurus                                                   |
|  |                                                               |
|  | Tyrannosaurus                                                 |
|  |                                                               |

|  | Tarbosaurus   |
|  |               |
|  | Tyrannosaurus |
|  |               |

|  | Zhuchengtyrannus                                              |
|  |                                                               |
|  | \| \| Tarbosaurus \| \| \| \| \| \| Tyrannosaurus \| \| \| \| |
|  |                                                               |
|  | Tarbosaurus                                                   |
|  |                                                               |
|  | Tyrannosaurus                                                 |
|  |                                                               |

|  | Tarbosaurus   |
|  |               |
|  | Tyrannosaurus |
|  |               |

|  | Zhuchengtyrannus                                              |
|  |                                                               |
|  | \| \| Tarbosaurus \| \| \| \| \| \| Tyrannosaurus \| \| \| \| |
|  |                                                               |
|  | Tarbosaurus                                                   |
|  |                                                               |
|  | Tyrannosaurus                                                 |
|  |                                                               |

|  | Tarbosaurus   |
|  |               |
|  | Tyrannosaurus |
|  |               |

|  | Albertosaurus |
|  |               |
|  | Gorgosaurus   |
|  |               |

| Alioramini | \| \| Alioramus \| \| \| \| \| \| Qianzhousaurus \| \| \| \| |
|            | \| \| Alioramus \| \| \| \| \| \| Qianzhousaurus \| \| \| \| |
|            | Alioramus                                                    |
|            |                                                              |
|            | Qianzhousaurus                                               |
|            |                                                              |

|  | Alioramus      |
|  |                |
|  | Qianzhousaurus |
|  |                |

|  | Nanuqsaurus   |
|  |               |
|  | Teratophoneus |
|  |               |

|  | Zhuchengtyrannus                                              |
|  |                                                               |
|  | \| \| Tarbosaurus \| \| \| \| \| \| Tyrannosaurus \| \| \| \| |
|  |                                                               |
|  | Tarbosaurus                                                   |
|  |                                                               |
|  | Tyrannosaurus                                                 |
|  |                                                               |

|  | Tarbosaurus   |
|  |               |
|  | Tyrannosaurus |
|  |               |

|  | Zhuchengtyrannus                                              |
|  |                                                               |
|  | \| \| Tarbosaurus \| \| \| \| \| \| Tyrannosaurus \| \| \| \| |
|  |                                                               |
|  | Tarbosaurus                                                   |
|  |                                                               |
|  | Tyrannosaurus                                                 |
|  |                                                               |

|  | Tarbosaurus   |
|  |               |
|  | Tyrannosaurus |
|  |               |

|  | Zhuchengtyrannus                                              |
|  |                                                               |
|  | \| \| Tarbosaurus \| \| \| \| \| \| Tyrannosaurus \| \| \| \| |
|  |                                                               |
|  | Tarbosaurus                                                   |
|  |                                                               |
|  | Tyrannosaurus                                                 |
|  |                                                               |

|  | Tarbosaurus   |
|  |               |
|  | Tyrannosaurus |
|  |               |

|  | Zhuchengtyrannus                                              |
|  |                                                               |
|  | \| \| Tarbosaurus \| \| \| \| \| \| Tyrannosaurus \| \| \| \| |
|  |                                                               |
|  | Tarbosaurus                                                   |
|  |                                                               |
|  | Tyrannosaurus                                                 |
|  |                                                               |

|  | Tarbosaurus   |
|  |               |
|  | Tyrannosaurus |
|  |               |

|  | Nanuqsaurus   |
|  |               |
|  | Teratophoneus |
|  |               |

|  | Zhuchengtyrannus                                              |
|  |                                                               |
|  | \| \| Tarbosaurus \| \| \| \| \| \| Tyrannosaurus \| \| \| \| |
|  |                                                               |
|  | Tarbosaurus                                                   |
|  |                                                               |
|  | Tyrannosaurus                                                 |
|  |                                                               |

|  | Tarbosaurus   |
|  |               |
|  | Tyrannosaurus |
|  |               |

|  | Zhuchengtyrannus                                              |
|  |                                                               |
|  | \| \| Tarbosaurus \| \| \| \| \| \| Tyrannosaurus \| \| \| \| |
|  |                                                               |
|  | Tarbosaurus                                                   |
|  |                                                               |
|  | Tyrannosaurus                                                 |
|  |                                                               |

|  | Tarbosaurus   |
|  |               |
|  | Tyrannosaurus |
|  |               |

|  | Zhuchengtyrannus                                              |
|  |                                                               |
|  | \| \| Tarbosaurus \| \| \| \| \| \| Tyrannosaurus \| \| \| \| |
|  |                                                               |
|  | Tarbosaurus                                                   |
|  |                                                               |
|  | Tyrannosaurus                                                 |
|  |                                                               |

|  | Tarbosaurus   |
|  |               |
|  | Tyrannosaurus |
|  |               |

|  | Zhuchengtyrannus                                              |
|  |                                                               |
|  | \| \| Tarbosaurus \| \| \| \| \| \| Tyrannosaurus \| \| \| \| |
|  |                                                               |
|  | Tarbosaurus                                                   |
|  |                                                               |
|  | Tyrannosaurus                                                 |
|  |                                                               |

|  | Tarbosaurus   |
|  |               |
|  | Tyrannosaurus |
|  |               |

| Alioramini | \| \| Alioramus \| \| \| \| \| \| Qianzhousaurus \| \| \| \| |
|            | \| \| Alioramus \| \| \| \| \| \| Qianzhousaurus \| \| \| \| |
|            | Alioramus                                                    |
|            |                                                              |
|            | Qianzhousaurus                                               |
|            |                                                              |

|  | Alioramus      |
|  |                |
|  | Qianzhousaurus |
|  |                |

|  | Nanuqsaurus   |
|  |               |
|  | Teratophoneus |
|  |               |

|  | Zhuchengtyrannus                                              |
|  |                                                               |
|  | \| \| Tarbosaurus \| \| \| \| \| \| Tyrannosaurus \| \| \| \| |
|  |                                                               |
|  | Tarbosaurus                                                   |
|  |                                                               |
|  | Tyrannosaurus                                                 |
|  |                                                               |

|  | Tarbosaurus   |
|  |               |
|  | Tyrannosaurus |
|  |               |

|  | Zhuchengtyrannus                                              |
|  |                                                               |
|  | \| \| Tarbosaurus \| \| \| \| \| \| Tyrannosaurus \| \| \| \| |
|  |                                                               |
|  | Tarbosaurus                                                   |
|  |                                                               |
|  | Tyrannosaurus                                                 |
|  |                                                               |

|  | Tarbosaurus   |
|  |               |
|  | Tyrannosaurus |
|  |               |

|  | Zhuchengtyrannus                                              |
|  |                                                               |
|  | \| \| Tarbosaurus \| \| \| \| \| \| Tyrannosaurus \| \| \| \| |
|  |                                                               |
|  | Tarbosaurus                                                   |
|  |                                                               |
|  | Tyrannosaurus                                                 |
|  |                                                               |

|  | Tarbosaurus   |
|  |               |
|  | Tyrannosaurus |
|  |               |

|  | Zhuchengtyrannus                                              |
|  |                                                               |
|  | \| \| Tarbosaurus \| \| \| \| \| \| Tyrannosaurus \| \| \| \| |
|  |                                                               |
|  | Tarbosaurus                                                   |
|  |                                                               |
|  | Tyrannosaurus                                                 |
|  |                                                               |

|  | Tarbosaurus   |
|  |               |
|  | Tyrannosaurus |
|  |               |

|  | Nanuqsaurus   |
|  |               |
|  | Teratophoneus |
|  |               |

|  | Zhuchengtyrannus                                              |
|  |                                                               |
|  | \| \| Tarbosaurus \| \| \| \| \| \| Tyrannosaurus \| \| \| \| |
|  |                                                               |
|  | Tarbosaurus                                                   |
|  |                                                               |
|  | Tyrannosaurus                                                 |
|  |                                                               |

|  | Tarbosaurus   |
|  |               |
|  | Tyrannosaurus |
|  |               |

|  | Zhuchengtyrannus                                              |
|  |                                                               |
|  | \| \| Tarbosaurus \| \| \| \| \| \| Tyrannosaurus \| \| \| \| |
|  |                                                               |
|  | Tarbosaurus                                                   |
|  |                                                               |
|  | Tyrannosaurus                                                 |
|  |                                                               |

|  | Tarbosaurus   |
|  |               |
|  | Tyrannosaurus |
|  |               |

|  | Zhuchengtyrannus                                              |
|  |                                                               |
|  | \| \| Tarbosaurus \| \| \| \| \| \| Tyrannosaurus \| \| \| \| |
|  |                                                               |
|  | Tarbosaurus                                                   |
|  |                                                               |
|  | Tyrannosaurus                                                 |
|  |                                                               |

|  | Tarbosaurus   |
|  |               |
|  | Tyrannosaurus |
|  |               |

|  | Zhuchengtyrannus                                              |
|  |                                                               |
|  | \| \| Tarbosaurus \| \| \| \| \| \| Tyrannosaurus \| \| \| \| |
|  |                                                               |
|  | Tarbosaurus                                                   |
|  |                                                               |
|  | Tyrannosaurus                                                 |
|  |                                                               |

|  | Tarbosaurus   |
|  |               |
|  | Tyrannosaurus |
|  |               |

### Manospondylus

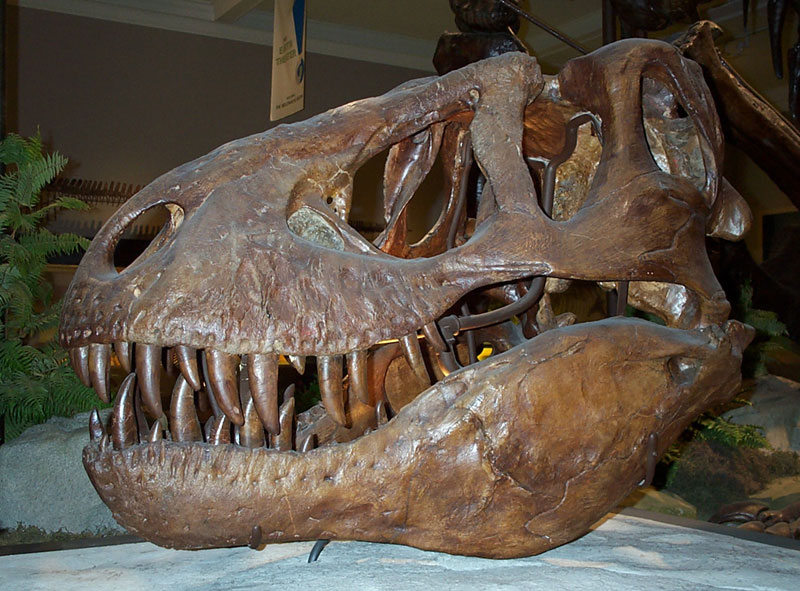
Crâne du spécimen type au Musée Carnegie d'histoire naturelle, ici photographié en 2001 dans la configuration qu'il a eue entre 1905 et 2003. Il avait été restauré entre 1902 et 1905 de façon erronée, avec pour modèle un Allosaurus.

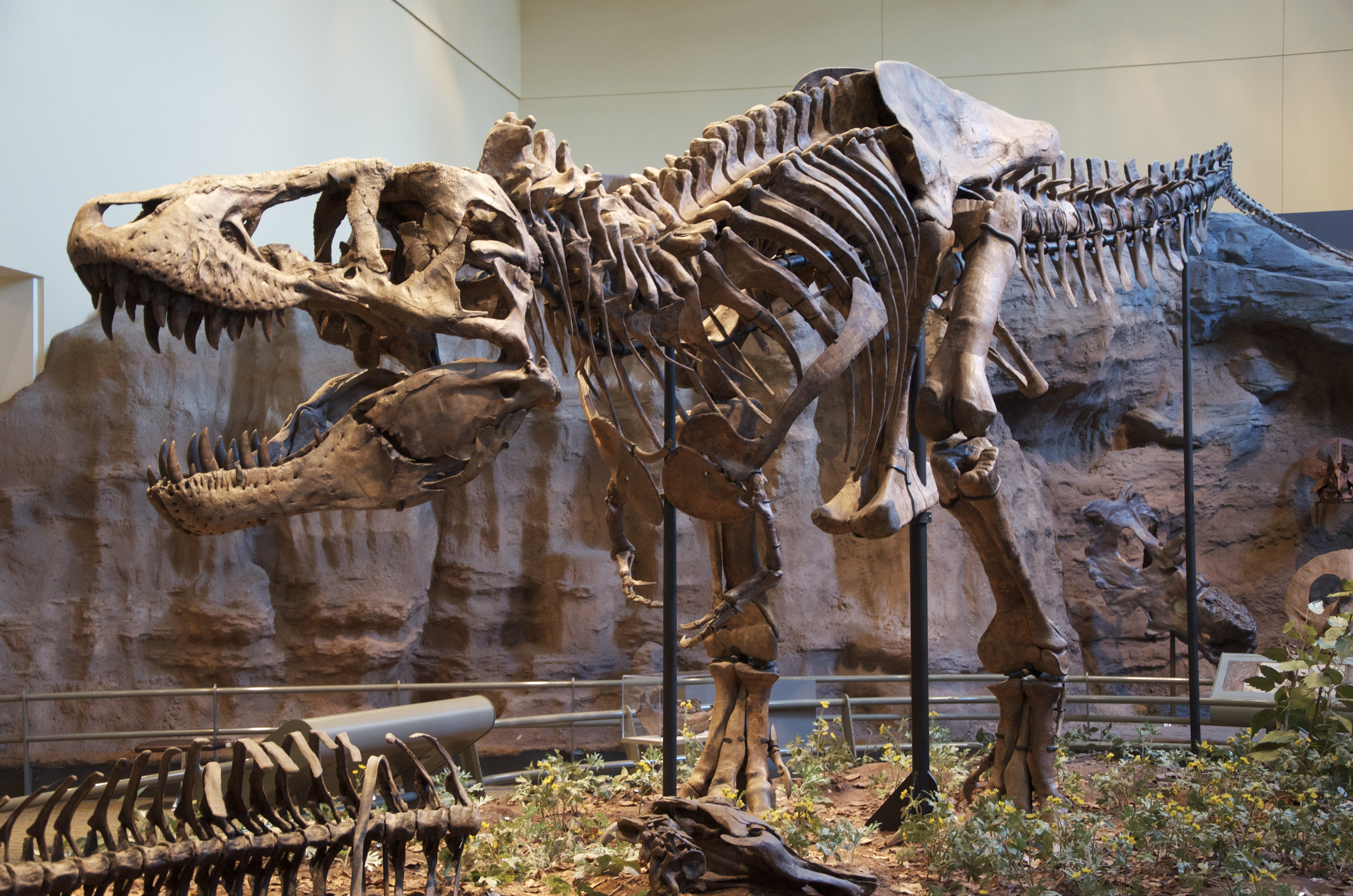
À partir de 2003 le crâne et le squelette du spécimen type ont été soigneusement démontés et ensuite remontés en tenant compte des connaissances anatomiques du XXIe siècle. La configuration actuelle du spécimen, terminée en 2008, est visible sur cette photographie de 2011.

Le premier fossile à avoir pu être attribué à Tyrannosaurus rex consiste en deux morceaux de vertèbres (dont l'un a été perdu) découverts par Edward Drinker Cope en 1892 et décrits comme Manospondylus gigas. Osborn reconnait la similitude entre M. gigas et Tyrannosaurus rex dès 1917 mais, en raison de la nature fragmentaire des vertèbres, il ne peut pas conclure qu'il s'agit de synonymes.
En juin 2000, le Black Hills Institute localise M. gigas dans le Dakota du Sud où il déterre des os appartenant au même individu, identiques à ceux de Tyrannosaurus rex. Selon les règles du Code international de nomenclature zoologique (CINZ), l'appellation originale, Manospondylus gigas, devrait avoir la priorité sur Tyrannosaurus rex. Toutefois, la quatrième édition du CINZ, datant du 1er janvier 2000, stipule que « l'usage en vigueur doit être maintenu » quand « le synonyme ou l'homonyme le plus ancien n'a pas été utilisé après 1899 » et « le synonyme ou l'homonyme le plus récent a été utilisé pour un taxon particulier dans au moins 25 ouvrages, publiés par au moins 10 auteurs dans les 50 années suivant la publication du nom ». Tyrannosaurus rex peut être considéré comme étant le nom valide en vertu de ces conditions et serait probablement considéré comme nomen protectum (en) (« dénomination protégée ») alors que Manospondylus gigas serait considérée nomen oblitum (« dénomination oubliée »).

## Découverte
En 1874, Arthur Lakes découvre près de Golden, dans le Colorado des dents ayant appartenu à Tyrannosaurus. Dans les années 1890, J. B. Hatcher rassemble des éléments post-crâniens à l'est du Wyoming. À l'époque, les paléontologues pensaient avoir trouvé des fossiles d'une espèce de grand Ornithomimus (O. grandis), mais ils appartenaient en réalité à Tyrannosaurus rex. Les fragments de vertèbres découverts dans le Dakota du Sud par E. D. Cope en 1892 et nommés Manospondylus gigas ont également été reclassés en Tyrannosaurus rex.
Les premiers restes significatifs furent découverts en 1902 et l'animal fut décrit et baptisé par Henry Fairfield Osborn en 1905. Des découvertes de squelettes entiers, en 1988 (au Montana) et 1990 (Dakota du Sud), ont fait considérablement évoluer la connaissance du tyrannosaure. En 2006, on a découvert, dans un fémur exhumé dans le Montana, des tissus mous appelés « os médullaire » qui n'existent aujourd'hui que chez les oiseaux femelles. Après déminéralisation, les paléontologues y ont retrouvé des vaisseaux sanguins ayant conservé leur élasticité.

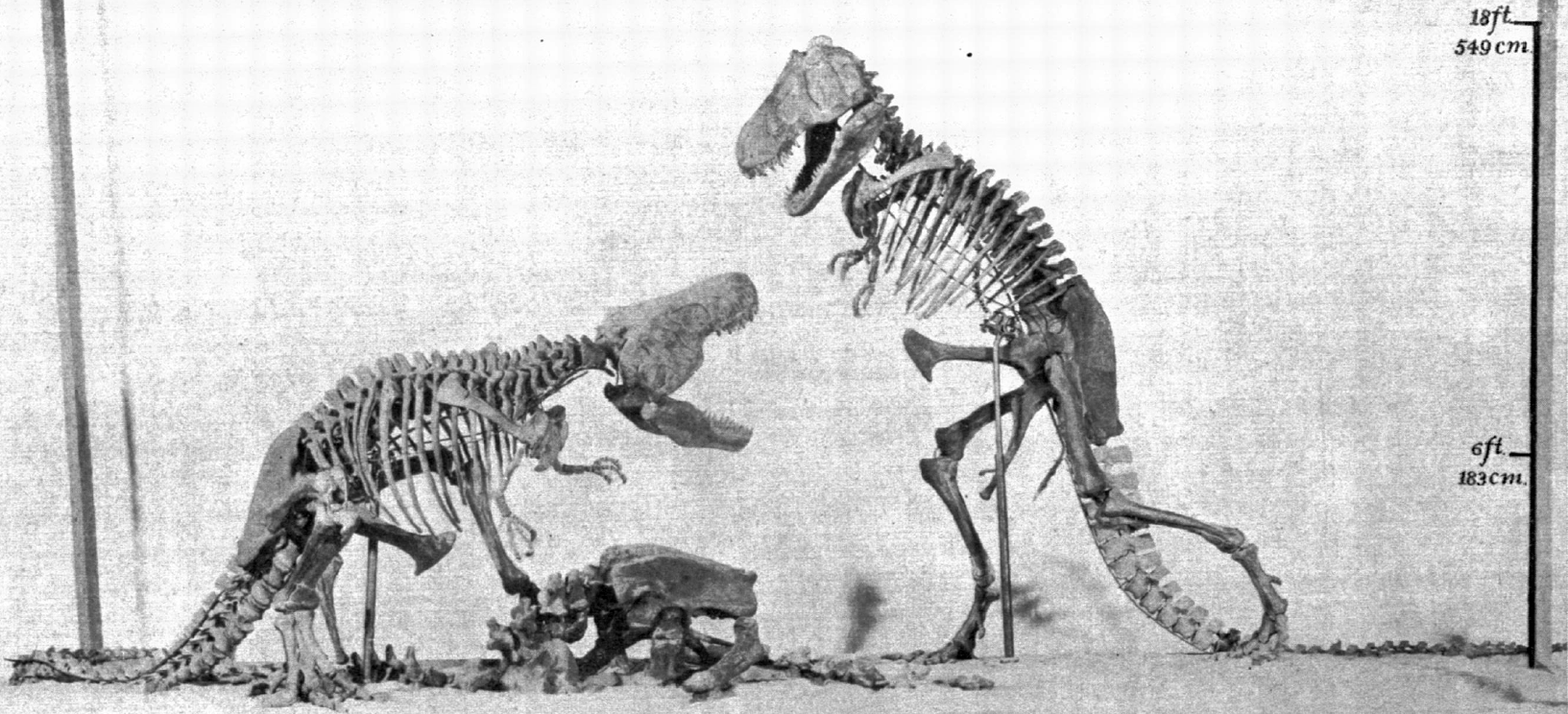
Maquette réalisée en 1913 par H. F. Osborn en vue d'une première reconstitution d'un Tyrannosaurus rex, qui aurait dû être exposée dans l'American Museum of Natural History. Elle comporte plusieurs erreurs.

Barnum Brown, conservateur adjoint de l'American Museum of Natural History, trouva le premier squelette partiel de Tyrannosaurus rex dans l'Est du Wyoming en 1900. H.F. Osborn appela ce squelette Dynamosaurus imperiosus dans un article en 1905. Brown trouva un autre squelette partiel dans la formation de Hell Creek au Montana en 1902. Osborn utilisa cet holotype pour décrire Tyrannosaurus rex et D. imperiosus dans le même article. En 1906, Osborn reconnait les deux comme étant des synonymes, et choisi Tyrannosaurus comme étant le nom valide. Les éléments d'origine de Dynamosaurus se trouvent dans les collections du Natural History Museum de Londres.
Au total, Brown trouva cinq squelettes partiels de Tyrannosaurus. Le spécimen de 1902 fut vendu au Musée d'histoire naturelle Carnegie de Pittsburgh en Pennsylvanie en 1941. La quatrième trouvaille de Brown, la plus complète, fut également retrouvée à Hell Creek et se trouve au Musée américain d'histoire naturelle à New York.
Bien qu'il existe de nombreux squelettes de Tyrannosaurus de par le monde, une seule trace de pas a été documentée : celle du Philmont Scout Ranch, dans le Nord du Nouveau-Mexique. Elle a été découverte en 1983 et identifiée et documentée en 1994.

### Spécimens notables

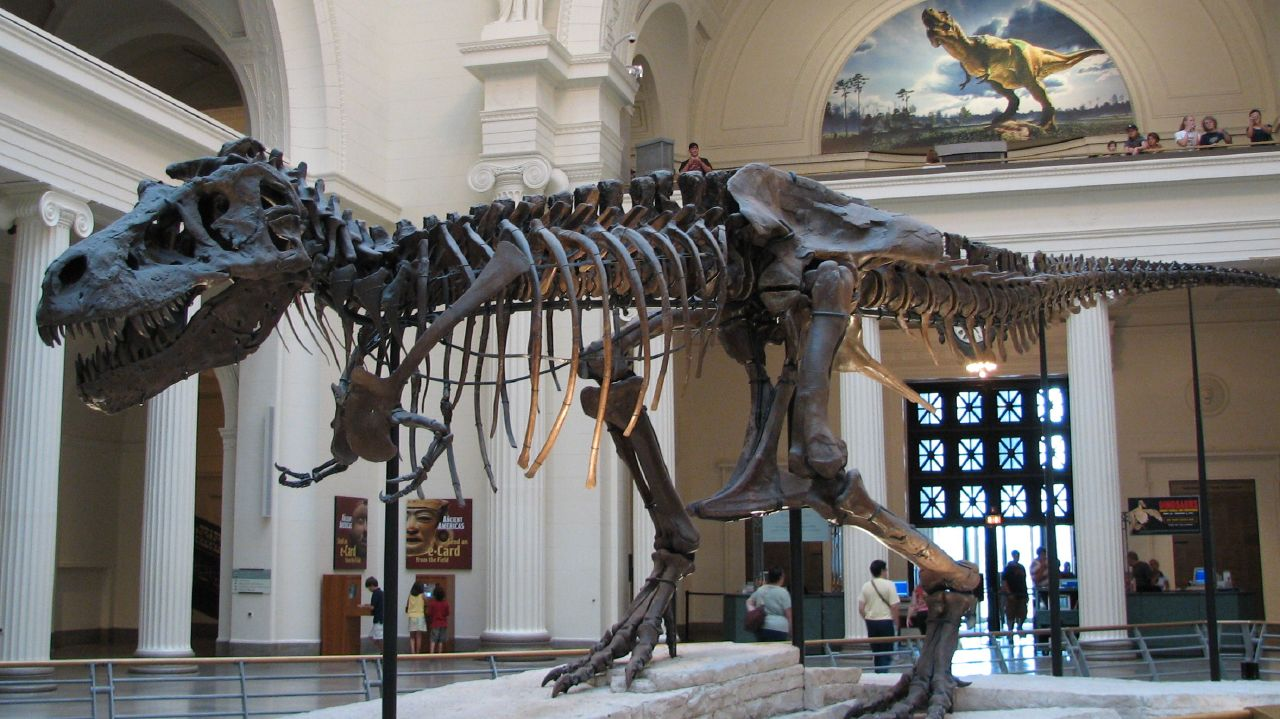
Sue, au musée Field, à Chicago.

Le 12 août 1990, Sue Hendrickson, paléontologue amateur américaine, découvre le plus complet (environ 85 %) et, jusqu'en 2001, le plus grand, squelette fossile de Tyrannosaurus connu dans la formation de Hell Creek près de Faith en Dakota du Sud. Ce Tyrannosaurus, surnommé « Sue » en son honneur, a fait l'objet d'une bataille juridique concernant son propriétaire. En 1997, c'est Maurice Williams, le propriétaire du terrain d'origine, qui a été déclaré propriétaire du fossile, acheté par le musée Field aux enchères pour 7,6 millions de dollars américains, ce qui en fait le squelette de dinosaure le plus cher à ce jour. De 1998 à 1999, plus de 25 000 heures de travail ont été nécessaires pour nettoyer le squelette. Les os ont ensuite été expédiés au New Jersey où le montage a été réalisé. Une fois achevé, le squelette a été démonté, les os numérotés ont été renvoyés à Chicago pour l'assemblage final. Le squelette a été montré au public le 17 mai 2000 dans la grande salle du musée Field. Une étude des os fossilisés a montré que Sue avait atteint sa taille adulte à 19 ans et était morte à 28 ans, ce qui en fait le tyrannosaure le plus âgé jamais découvert. L'hypothèse initiale voulant que Sue soit morte d'une morsure à l'arrière de la tête n'a pas été confirmée. Bien que l'étude du squelette ait retrouvé de nombreuses pathologies osseuses, aucune trace de morsures n'a été retrouvée.

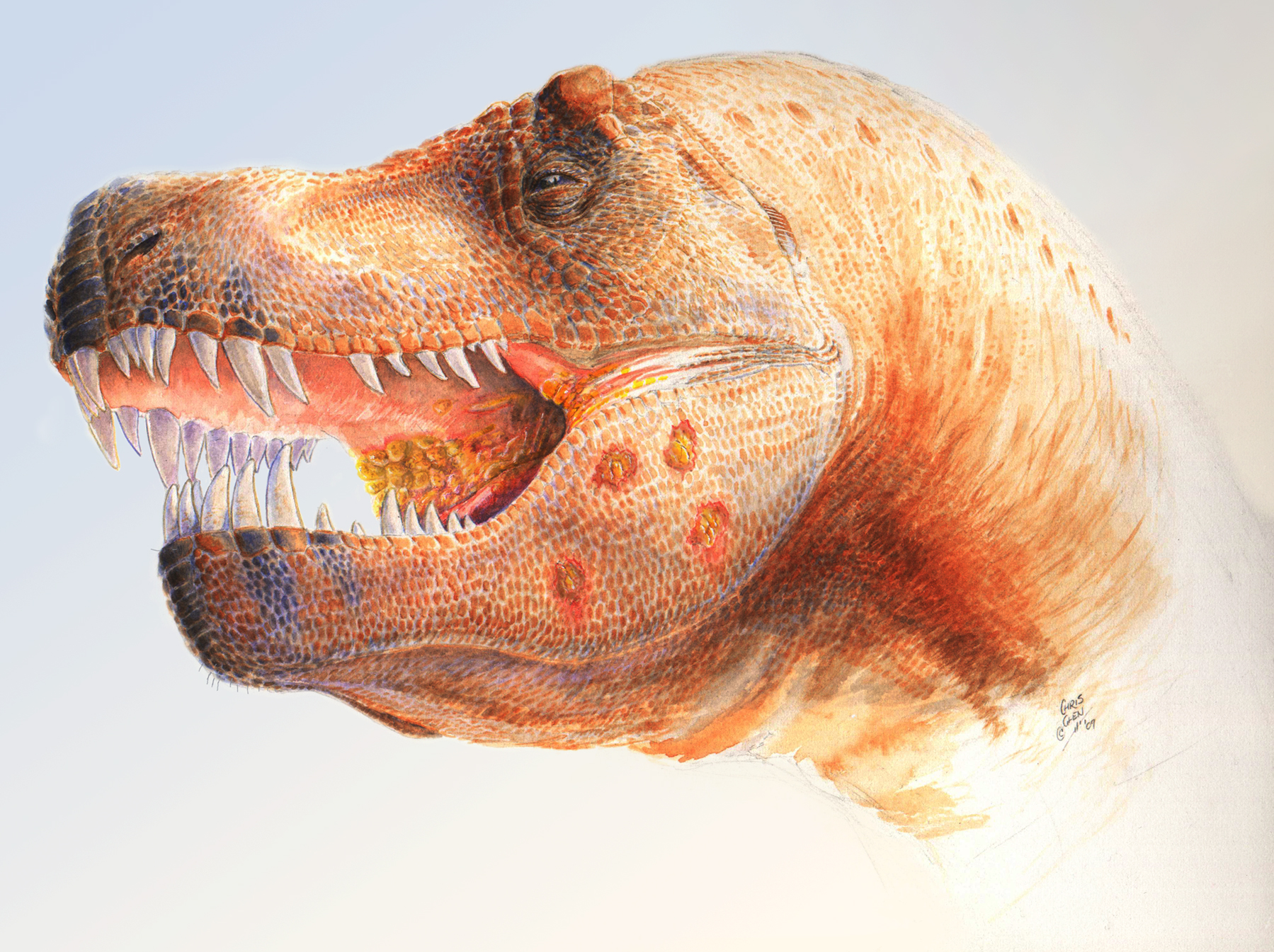
Vue d'artiste d'un tyrannosaure infecté par un Trichomonas.

Les dégâts de l'arrière de son crâne pourraient avoir été causé par un piétinement post mortem. Des spéculations récentes indiquent que Sue pourrait être morte après avoir contracté une infection parasitaire consécutive à l'ingestion de viande contaminée ; l'infection aurait provoqué une inflammation de la gorge et une impossibilité à s'alimenter, menant finalement Sue à mourir de faim. Cette hypothèse est étayée par la présence de trous dans son crâne, semblables à ceux causés par un parasite similaire, un Trichomonas touchant les oiseaux d'aujourd'hui,,.
Un autre Tyrannosaurus, surnommé « Stan », en honneur du paléontologue amateur Stan Sacrison, fut trouvé dans la formation de Hell Creek près de Buffalo en Dakota du Sud, au printemps 1987. Après 30 000 heures de travail de préparation et de fouille, un squelette complet à 65 % fut mis au jour. Stan est actuellement exposé à l'Institut de recherche géologique de Black Hills à Hill City dans le Dakota du Sud, après avoir effectué une tournée mondiale. Les scientifiques, dont Peter Larson (en) qui avait déjà examiné Sue, ont également retrouvé sur ce tyrannosaure de nombreuses lésions osseuses, notamment des fractures consolidées au niveau des côtes et de la nuque ainsi qu'un trou spectaculaire à l'arrière de sa tête, de la taille d'une dent de Tyrannosaurus.
Durant l'été 2000, Jack Horner découvrit cinq squelettes de Tyrannosaurus près de Fort Peck Reservoir dans le Montana. Un des spécimens, surnommé « C-rex » est l'un des plus grands Tyrannosaurus jamais retrouvé.

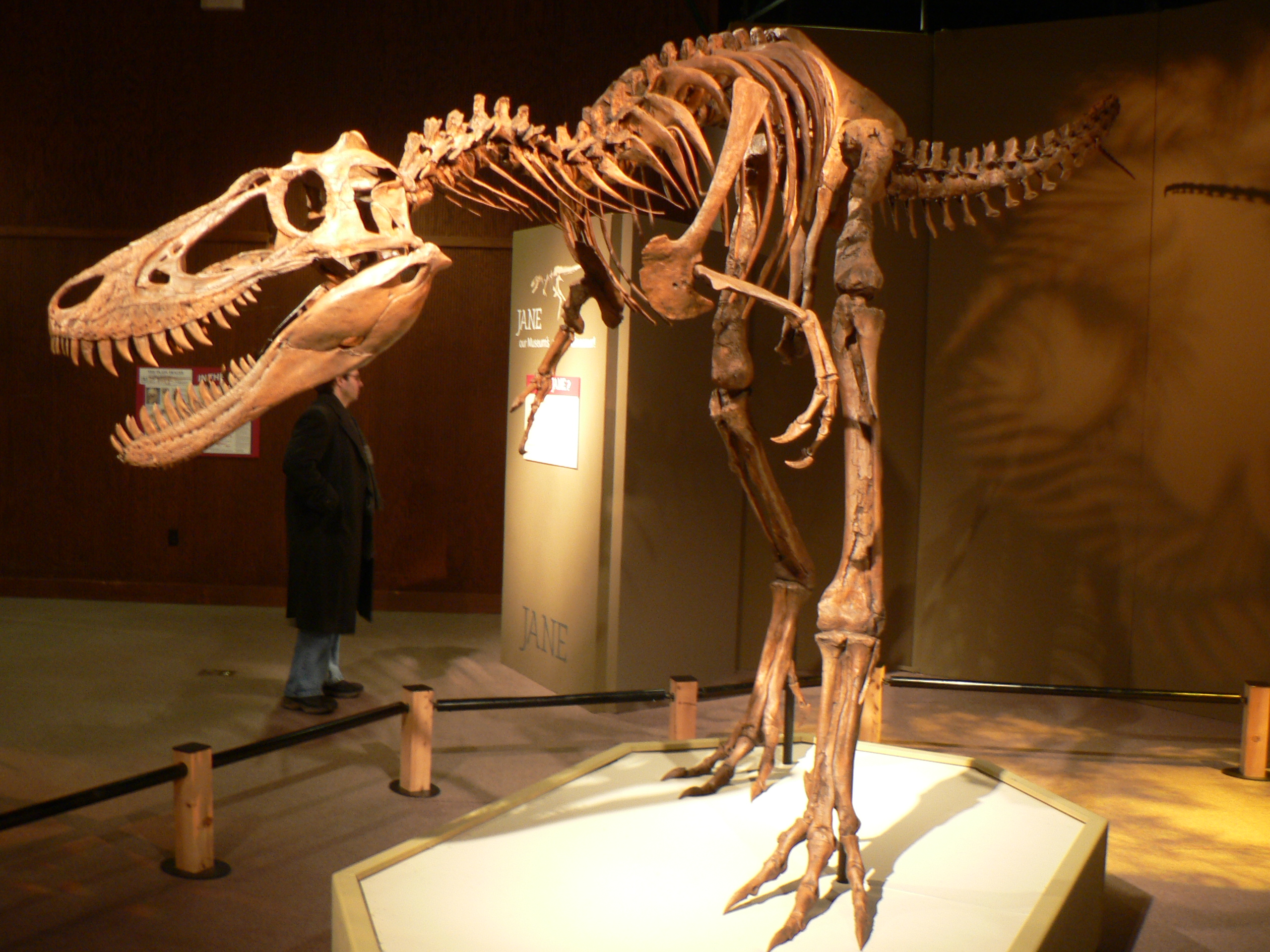
Jane, petit de Tyrannosaurus, au Cleveland Museum of Natural History, Cleveland, Ohio.

En 2001, un squelette complet à 50 % d'un petit de Tyrannosaurus est découvert dans la formation Hell Creek, par une équipe du Burpee Museum of Natural History (en) de Rockford, Illinois. Surnommé « Jane », le squelette fut initialement considéré comme étant le premier spécimen connu du tyrannosauridé nain Nanotyrannus mais des études ultérieures révélèrent que c'était plus probablement un petit de Tyrannosaurus. Il s'agit du petit le plus complet et le mieux préservé à ce jour. Jane fut examiné par Jack Horner, Pete Larson, Robert Bakker, Greg Erickson (en) et plusieurs autres paléontologues de renom. Il est exposé au Burpee Museum of Natural History de Rockford, Illinois,.
En avril 2006, la Montana State University révéla qu'elle était en possession du plus grand crâne de Tyrannosaurus jamais découvert. Trouvé dans les années 1960 et seulement remonté récemment, le crâne mesure 150 cm de long, comparé aux 141 cm de Sue, une différence de 6,5 %,.
Une phalange de 13 cm, répertoriée sous le nom de code UCMP 137538, découverte dans la Formation de Hell Creek dans le Montana a été attribuée à un Tyrannosaurus rex.
En 2013, une équipe de paléontologues de Naturalis, un musée d'histoire naturelle situé dans la ville de Leyde aux Pays-Bas, voyagea aux États-Unis, au Montana, et découvrit un nouveau spécimen de Tyrannosaurus rex, surnommé par la suite « Trix ». D'une ancienneté estimée de 66 millions d'années, il s'agit de l'un des plus grands et des plus complets spécimens découverts jusqu'à présent. Le Black Hills Institute collabora dans les fouilles paléontologiques sur le site de la découverte mais l'accord entre les deux pays avait établi que ce spécimen appartiendrait au musée Naturalis, des Pays-Bas. Le squelette fut entièrement dégagé, nettoyé et monté au Black Hills Institute. Toutes ces tâches ayant été accomplies, il fut démonté et envoyé aux Pays-Bas le 23 août 2016, en faisant de ce spécimen de Tyrannosaurus rex l'un des deux seuls à avoir quitté le continent américain et à être conservés en permanence en Europe. Le spécimen a été surnommé « Trix » d'après la reine Beatrix et, à la suite de quelques caractères ostéologiques qui y ont été constatés, il est en l'état supposé être une femelle. Pendant la rénovation du musée Naturalis (2017-2019), ce grand spécimen de Tyrannosaurus a été envoyé faire une tournée internationale sous la forme d'expositions itinérantes dont le parcours prévu à l'origine incluait plusieurs villes d'Europe et une ville en Chine, Macao. Ce parcours d'expositions itinérantes a été complété à l'exception de l'exposition à Macao, la seule à avoir été annulée, remplacée par la ville de Glasgow en Écosse. Ainsi, le squelette de Trix, de 12,5 m de long, a d'abord été exposé au musée Naturalis en 2016, ensuite en 2017 à Salzbourg en Autriche et à Barcelone en Espagne,, puis finalement à Paris, dans la galerie de Minéralogie et de Géologie du Muséum national d'histoire naturelle, du 6 juin au 4 novembre 2018,. Un squelette d'edmontosaure, conservé dans les réserves du Muséum depuis 1911 et monté pour l'occasion, a été lui aussi exposé au public à Paris dans le parcours de l'exposition, cela pour illustrer le type de proie le plus habituellement consommé par le prédateur,. Après l'exposition à Glasgow, Trix regagnera les Pays-Bas vers la mi 2019, dans sa nouvelle salle construite sur mesure au musée Naturalis.
En 2019, des paléontologues ont découvert un spécimen pesant 8.9 tonnes, sa taille a été estimée à 12.8 mètres de long et il fut baptisé Scotty. Il fut à l'origine découvert en 1991 au Canada dans la région du Saskatchewan. 65% du squelette de Scotty fut découvert. Il était âgé de plus de 30 ans à sa mort il y a 66 millions d'années. Scotty possède à ce jour 2 records : de longueur avec ses 13 mètres, et de longévité avec une trentaine d'années.

## Paléobiologie

Vue d'artiste d'un tyrannosaure, la robe de l'animal demeure inconnue et ne peut qu'être imaginée.

Le paléontologue Jack Horner a découvert cinq tyrannosaures dans un même gisement. Il suppose qu'ils vivaient en groupe. Ces individus n'ont pas pu être attirés par une proie ou une charogne : aucun reste d'herbivore n'a été trouvé à cet endroit.
Jack Horner s'est demandé si le tyrannosaure était un chasseur ou un charognard. En effet il n'est pas un bon coureur sur de longues distances, mais certains chercheurs pensent qu'il pouvait atteindre une vitesse de pointe d'environ 40 km/h. Cependant, il aurait eu un flair très sensible, ce qui aurait compensé sa supposée mauvaise vision (mais selon de récentes études le tyrannosaure aurait possédé une vision binoculaire stéréoscopique dû à la position frontale de ses orbites, ce qui lui aurait permis d'avoir une bonne vue ainsi qu'une évaluation correcte des distances[réf. nécessaire]). On a découvert une morsure de tyrannosaure sur un Edmontosaurus qui avait cicatrisé ; l'animal est décédé postérieurement. De plus le tyrannosaure détenait une mâchoire d'une puissance phénoménale, qu'il devait probablement utiliser pour tuer des animaux vivants, ce qui en faisait un chasseur.
Les scientifiques se demandent donc toujours s'il mangeait de la viande fraîche ou de la charogne. Il n'est d'ailleurs pas exclu qu'il ait pu être à la fois prédateur et charognard, selon les opportunités qui se présentaient à lui. À titre de comparaison, dans les comportements que l'on peut observer de nos jours, il peut arriver que les lions, découvrant un cadavre encore frais, n'hésitent pas à s'en repaître.
Des scientifiques ont découvert dans les fossiles de T. Rex, des traces de goutte. Ce grand carnivore devait donc souffrir de douleurs aiguës et soudaines dans les articulations, ce qui devait probablement jouer sur son comportement.

### Longévité

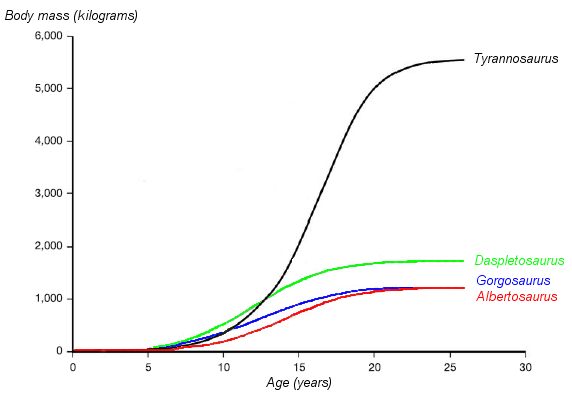
Courbe de croissance de quatre tyrannosauridés (poids et âge). La courbe de Tyrannosaurus rex est en noir. D'après Erickson, 2004.

L'identification de plusieurs spécimens de jeunes Tyrannosaurus rex a permis aux scientifiques de documenter les changements ontogénétiques, d'évaluer le cours de leur vie, et de déterminer la croissance de ces animaux. Le plus petit individu connu (LACM 28471, le théropode « Jordan ») devait peser seulement 29,9 kg, alors que les plus grands, comme le spécimen FMNH PR2081 (Sue), devaient bien atteindre plus de 5 400 kg (soit presque 6 tonnes). Des analyses histologiques d'os de T. rex ont démontré que le spécimen LACM 28471 était âgé de deux ans seulement, alors que Sue avait 28 ans, probablement l'âge limite de cette espèce.
L'histologie a également permis de déterminer l'âge d'autres spécimens. Il est possible de dessiner les courbes de croissance lorsqu'on peut reporter sur un graphique l'âge et le poids de différents spécimens. Celle du T. rex est une courbe en S, les jeunes ne dépassaient pas les 1 800 kg jusqu'à 14 ans environ, puis leur taille augmentait de façon significative. Durant cette phase de croissance rapide, un jeune T. rex pouvait gagner en moyenne 600 kg par an pendant quatre ans. À partir de 18 ans, la courbe se stabilise, ce qui signifie que la croissance de l'animal augmente plus lentement. Par exemple, seulement 600 kg séparent le spécimen Sue âgé de 28 ans du spécimen canadien âgé quant à lui de 22 ans (RTMP 81.12.1). Une autre étude histologique plus récente menée par différents scientifiques corrobore ces résultats, démontrant que la croissance rapide commence à ralentir à partir de 16 ans. Cette rupture brutale de la vitesse de croissance entre 14 et 18 ans pourrait témoigner de l'existence d'une phase de maturité physique, synonyme de maturité sexuelle. Une hypothèse soutenue par la découverte en 2005 de tissus osseux riches en calcium, connus aussi sous le nom d'os médullaires, dans le fémur d'une T. rex âgée de 18 ans (MOR 1125, également connu sous le nom de « B-rex »). Dans la nature, ces tissus osseux ne sont retrouvés que chez les oiseaux femelles matures juste avant la ponte ; ils permettent de renforcer la coquille des œufs. Les dinosaures étant également ovipares, le même phénomène intervenait peut-être à l'époque, et cette découverte pourrait donc indiquer que la jeune « B-rex » était sexuellement mature. La même découverte a été réalisée chez une femelle Allosaurus âgée de 10 ans et chez une femelle Tenontosaurus âgée de 8 ans, laissant penser que la maturité sexuelle des dinosaures serait intervenue beaucoup plus tôt que ce qui était jusqu'alors pensé. Des femelles dinosaures pouvaient donc pondre des œufs dès leur préadolescence, et de là, devenir mères,. D'autres tyrannosauridés ont des courbes de croissances très similaires à celles de T. rex, même si leurs vitesses de croissance plus lentes correspondent à des tailles plus petites à l'âge adulte.
Le taux de mortalité augmente à l'approche de la maturité sexuelle, un schéma que l'on retrouve chez les autres tyrannosaures, les grands oiseaux et les mammifères. Ces espèces connaissent après une mortalité infantile élevée, un taux de survivance élevé, qui décline rapidement à la maturité sexuelle. La mortalité augmente à la maturité sexuelle, en partie du fait du stress des femelles qui accompagne la ponte. Une étude démontre que le faible nombre d'échantillons de petits est dû en partie à leur taux de mortalité bas, ces animaux ne mouraient pas en grand nombre à ces âges.

### Dimorphisme sexuel

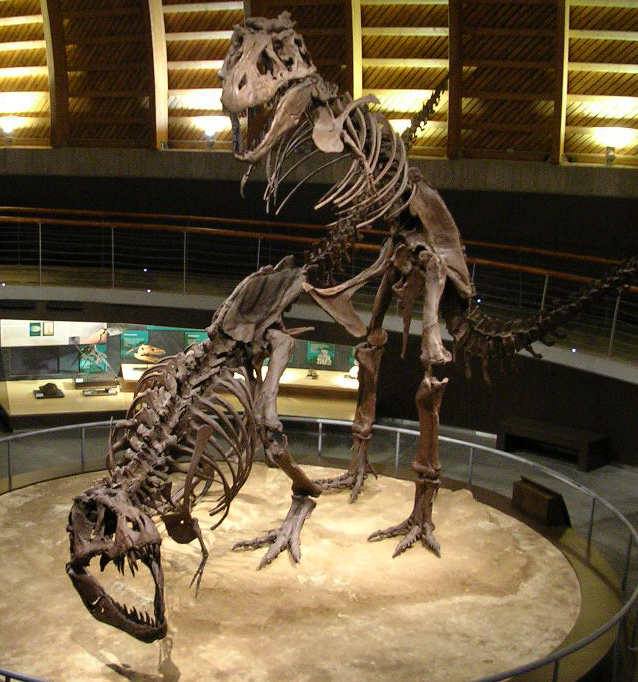
Reconstitution d'un couple de Tyrannosaurus en train de s'accoupler (MUJA (Museo del Jurásico de Asturias).

Avec la découverte de spécimens de plus en plus nombreux, les scientifiques ont commencé à analyser les différences entre individus et ils ont identifié chez Tyrannosaurus rex deux types morphologiques distincts, similaires à d'autres espèces de théropodes. En prenant en compte leur morphologie générale, l'un a été dénommé le morphotype « robuste » alors que l'autre était dénommé « gracile ».
Plusieurs caractéristiques associées à ces deux morphotypes ont permis aux scientifiques d'en déduire qu'il s'agissait peut-être d'un dimorphisme sexuel, et que le type robuste était probablement femelle, alors que le type gracile était probablement mâle. Ainsi le pelvis de plusieurs spécimens robustes est plus large, peut-être afin de faciliter le passage des œufs dans le bassin lors de la ponte. De plus chez le type robuste, on retrouve un arc hémal ou chevron — os protégeant certains éléments vitaux de la partie ventrale de la queue — de taille réduite au niveau de la première vertèbre caudale, peut-être également afin de faciliter le passage des œufs dans le conduit génital. Cette hypothèse avait été déjà proposée par Alfred Romer en 1956 pour les crocodiliens.
L'absence d'os pénien suggère que le tyrannosaure mâle avait un pénis rétractile, comme les dinosaures aviens, les oiseaux, et les crocodiliens.
Au début des années 2000, l'existence d'un dimorphisme sexuel chez T. rex a été remise en question. Ainsi en 2005, une étude concluait que la présence de chevrons ne permettait pas de différencier le sexe des crocodiliens et jetait ainsi le doute sur le bien-fondé de ce critère pour différencier le sexe de T. rex. De plus les scientifiques ont découvert que le premier chevron de Sue, un spécimen extrêmement robuste, était en fait situé très près de son pelvis, comme chez certains reptiles mâles, démontrant que la position des chevrons variait trop pour être un bon indicateur du sexe, chez les T. rex comme chez les reptiles modernes. L'existence de différences morphologiques entre les différents spécimens retrouvés pourrait ne pas être liée à un dimorphisme sexuel, mais plutôt à des variations géographiques, ou à des variations dues à l'âge, les individus robustes étant les plus âgés.

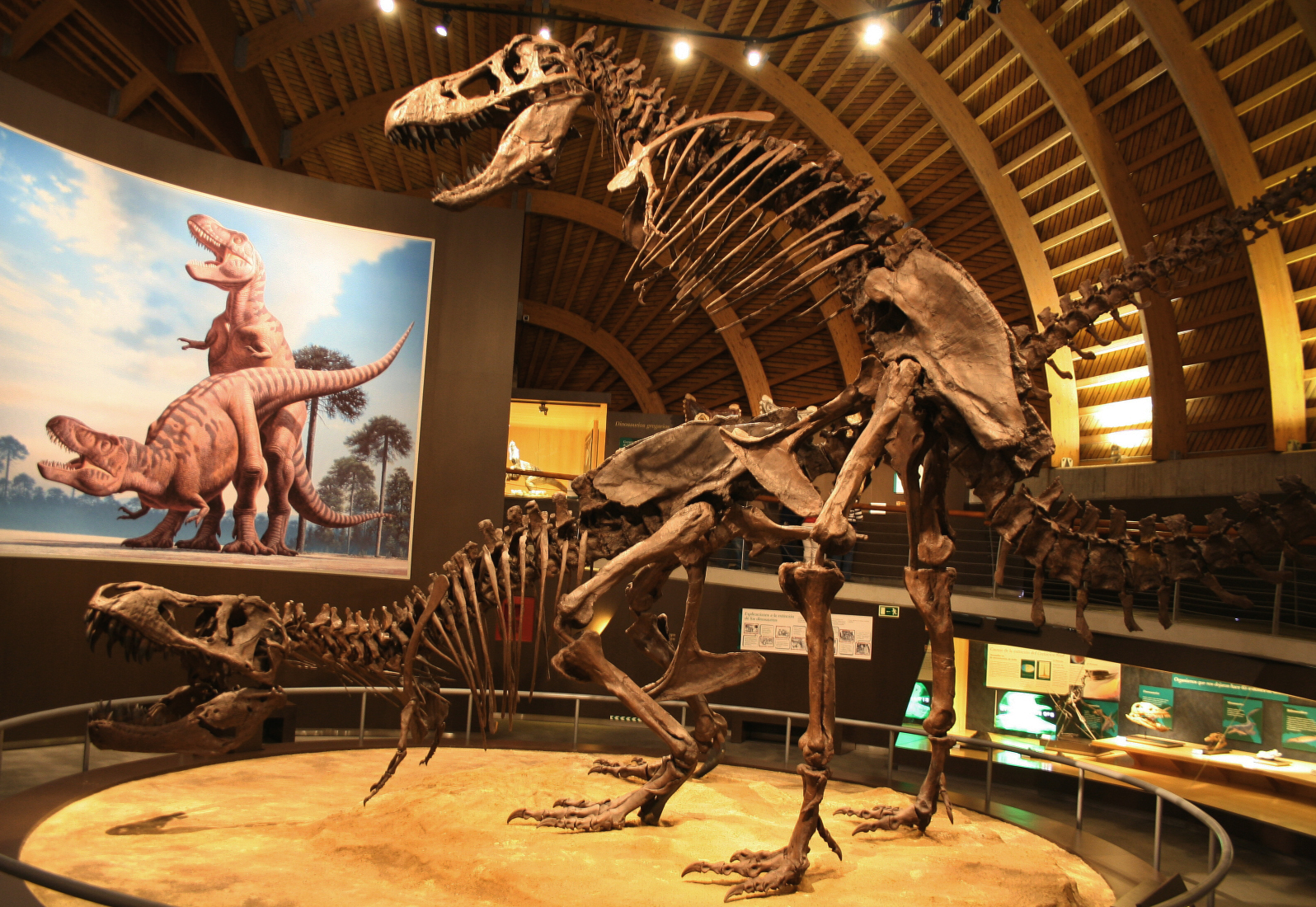
La reconstruction de la copulation de deux Tyrannosaurus rex.

En 2009, nous ne connaissons avec certitude le sexe que d'un seul et unique spécimen de T. rex. L'examen de « B-rex » (MOR 1125) a permis de retrouver des tissus mous préservés provenant d'os médullaire, un tissu spécialisé retrouvé chez les oiseaux femelles modernes, source de calcium permettant la production de la coquille des œufs lors de l'ovulation. Le tissu osseux médullaire n'est retrouvé naturellement que chez les oiseaux femelles, suggérant fortement que « B-rex » était une femelle et qu'elle est morte en période ovulatoire. Des études récentes ont montré que le tissu médullaire n'était jamais retrouvé chez les crocodiles, qui sont, avec les oiseaux, les animaux vivants les plus proches des dinosaures. La présence partagée de tissu médullaire chez les oiseaux et les dinosaures théropodes montre les liens évolutionnaires étroits entre les deux.

### Posture

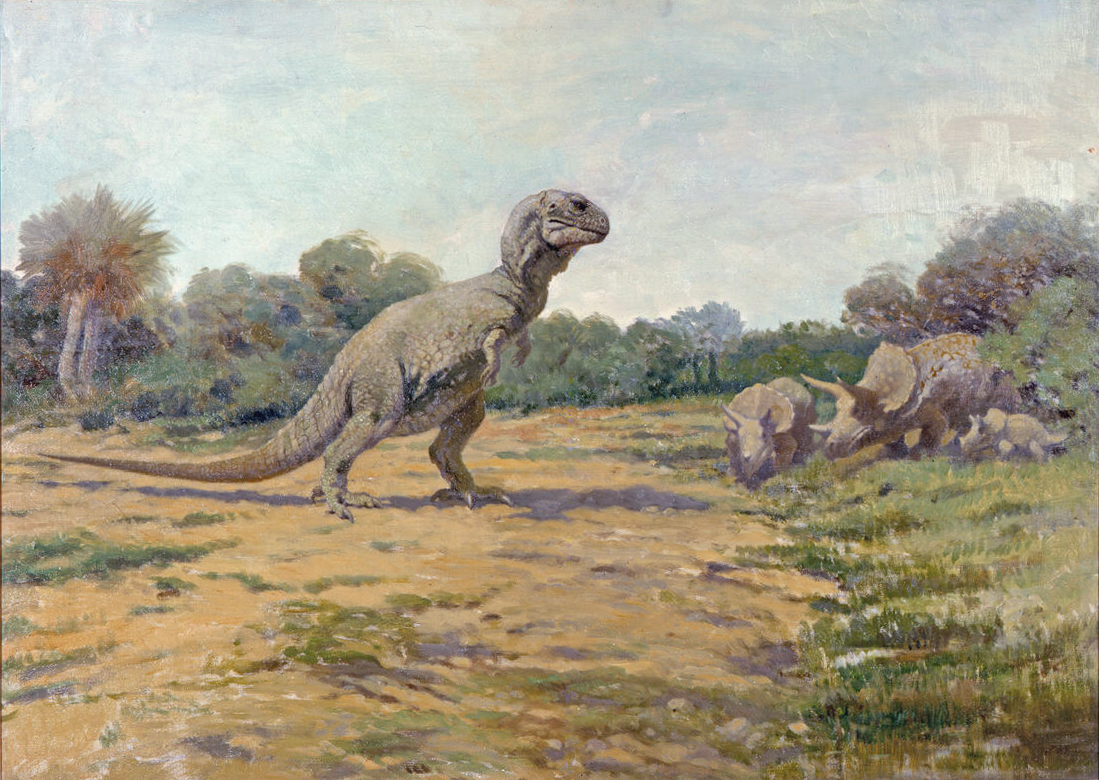
Ancienne représentation de 1919 par l'artiste Charles R. Knight, suggérant trois points d'appui.

Comme beaucoup de dinosaures bipèdes, Tyrannosaurus rex a été, de façon erronée, historiquement décrit comme un tripode marchant sur ses deux pattes postérieures avec sa queue servant d'appui au sol : avec le corps presque à la verticale, un peu à la façon d'un kangourou. Cette conception date de la reconstitution en 1865 d'un Hadrosaurus par le paléontologue américain Joseph Leidy, qui fut le premier à décrire un dinosaure en bipédie. Dans la culture populaire, cette représentation erronée du tyrannosaure-kangourou est notamment présente dans le film Fantasia de 1940, avant de disparaître au profit de la forme horizontale dans le film Jurassic Park de 1993, qui signe l'adoption des idées initiales de Robert Bakker sur les dinosaures.

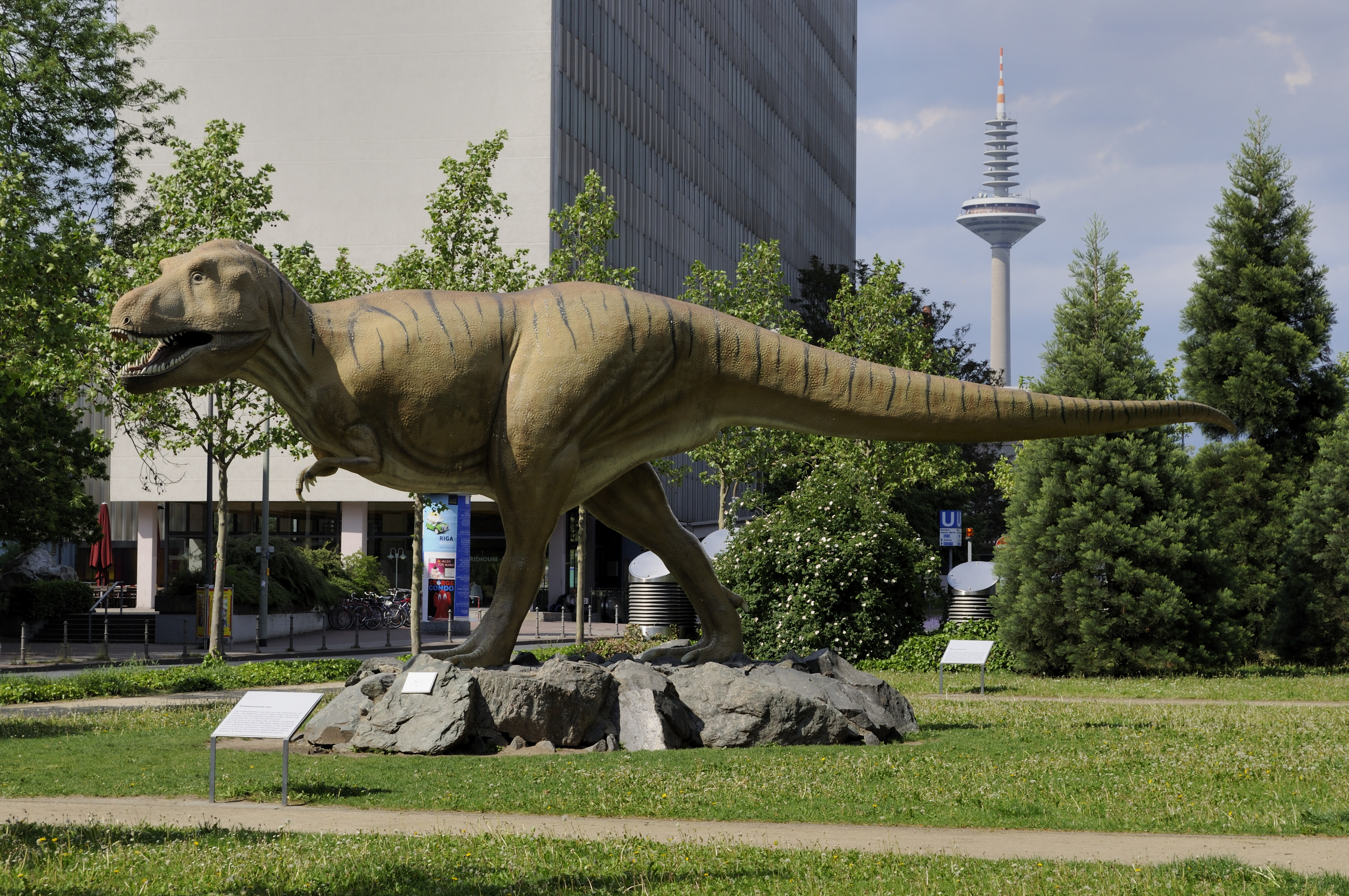
Une réplique de T. rex au Senckenberg Museum, montrant une conception moderne de la posture de T. rex, sur ses deux pattes arrière.

Henry Fairfield Osborn, ancien président de l'American Museum of Natural History (AMNH) de New York, pensant que l'animal se tenait à la verticale, inaugura la première reconstitution d'un squelette complet de T. rex en 1915. Celui-ci resta en position debout pendant près d'un siècle, jusqu'à son démantèlement en 1992.
Vers 1970, les scientifiques réalisent que cette posture en position verticale avec trois points d'appui n'est pas anatomiquement possible ; elle aurait entraîné la luxation ou la détérioration de nombreuses articulations telles que celles des hanches ou celle comprise entre le crâne et les premières vertèbres cervicales.
La reconstitution erronée à l'AMNH a inspiré de nombreux films et peintures jusque dans les années 1990, lorsque des films comme Jurassic Park ont représenté le tyrannosaure dans une posture plus réaliste. Les représentations modernes dans les musées, l'art et les films montrent Tyrannosaurus rex avec le corps presque parallèle au sol et la queue tendue à l'arrière pour équilibrer la tête.

### Bras

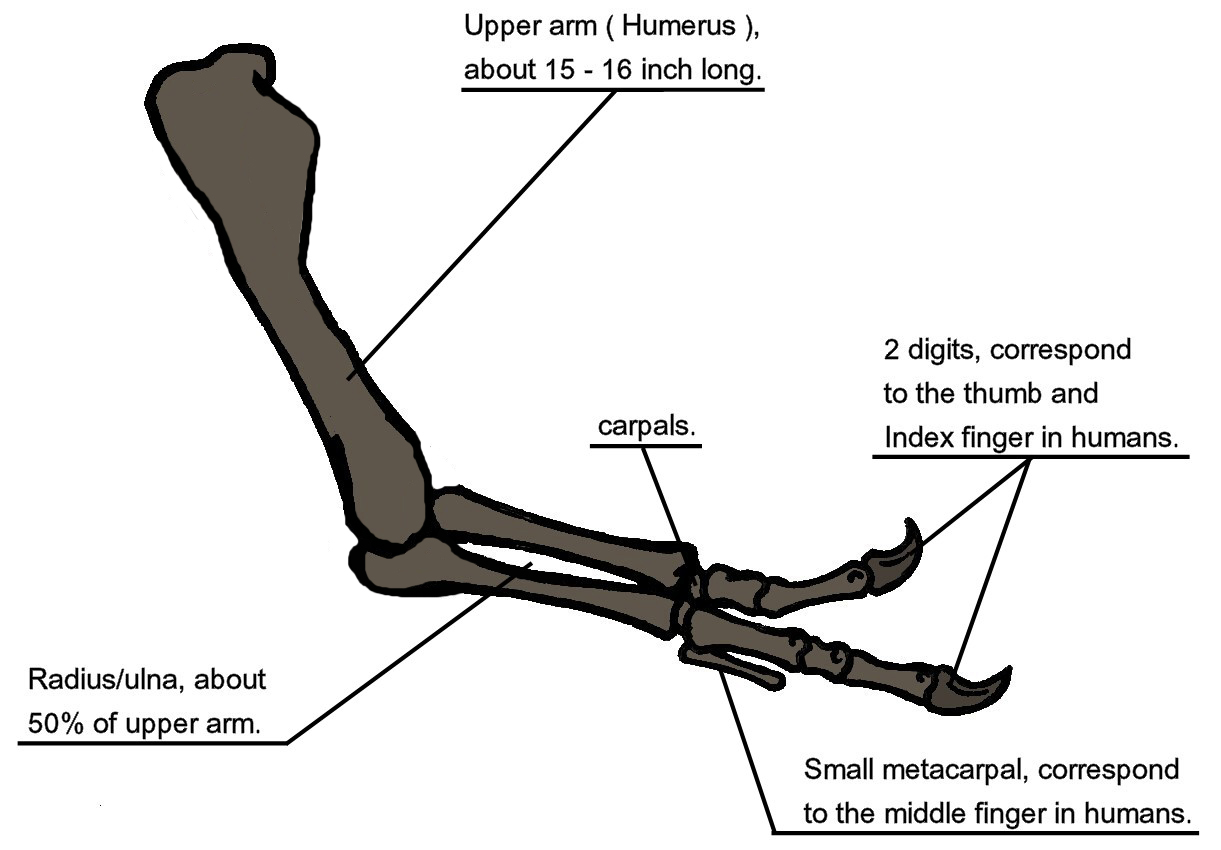
Diagramme illustrant l'anatomie osseuse des bras du Tyrannosaurus rex.

Lorsqu'on a découvert Tyrannosaurus rex, l'humérus était la seule partie connue des pattes antérieures. Le premier squelette montré au public en 1915 et monté par Osborn montrait Tyrannosaurus rex avec une main à trois doigts, comme pour Allosaurus. Pourtant un an plus tôt, Lawrence Lambe avait décrit les membres antérieurs de Gorgosaurus, une espèce proche et apparentée à T. rex, comme étant courts et munis de deux doigts seulement. Ce qui pouvait suggérer que Tyrannosaurus rex avait des bras similaires, hypothèse qui ne fut confirmée que bien plus tard, lorsque les premiers restes de bras entiers furent identifiés en 1989, appartenant à MOR 555, surnommé le « Wankel rex », découvert à Hell Creek. Les restes de Sue comprennent également des bras complets.

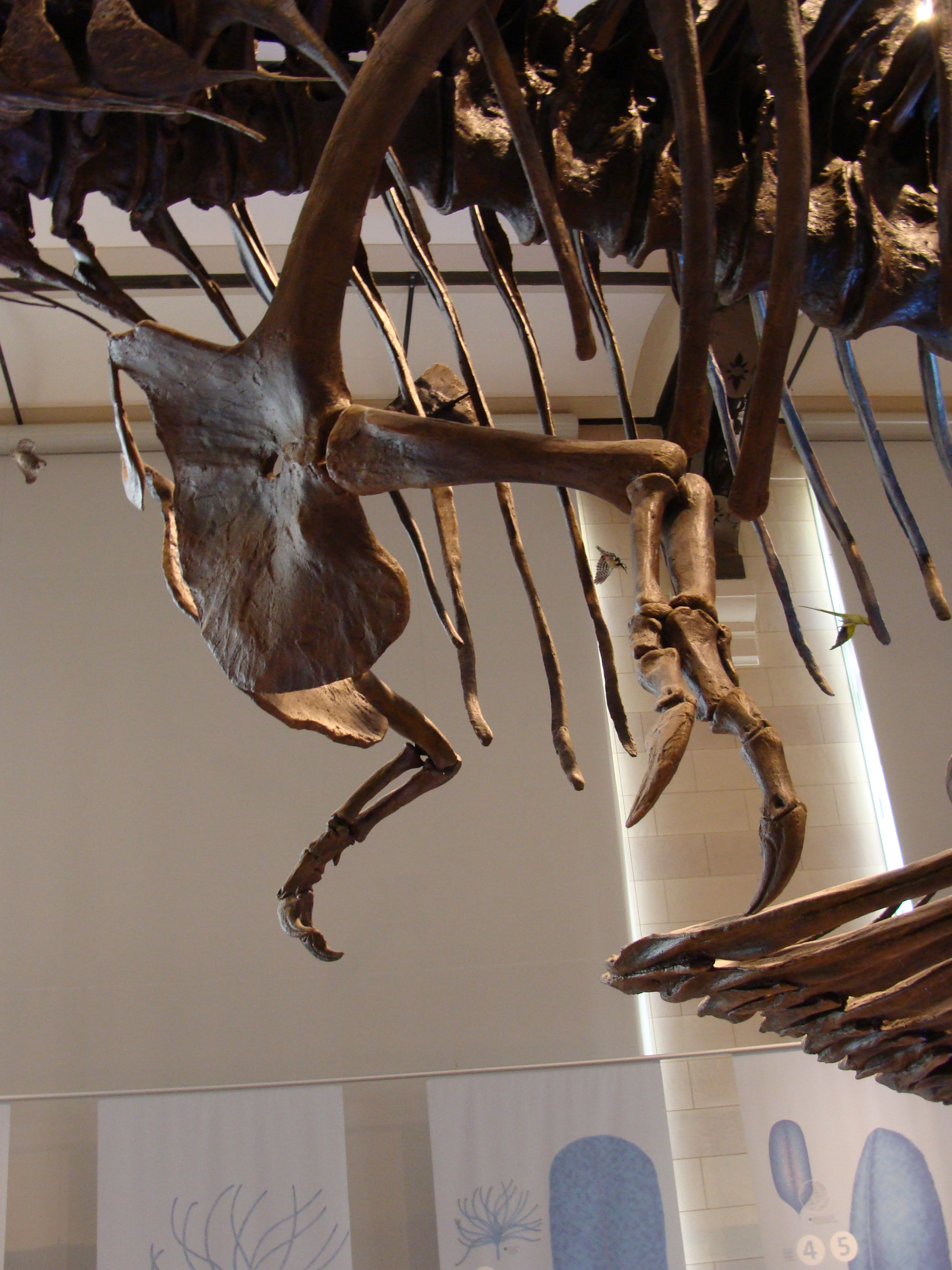
Détails des bras d'un squelette reconstitué.

Les bras de Tyrannosaurus rex sont très petits par rapport au reste du corps, mesurant seulement 1 mètre de long. Cependant ces bras ne sont pas des structures vestigiales et montrent de larges zones d'attachement musculaires, indiquant une force considérable. Dès 1906, Osborn avait imaginé que les bras pouvaient être utilisés pour tenir fortement le partenaire lors de l'accouplement. Il fut également suggéré que les bras pouvaient être utilisés pour aider l'animal à se redresser à partir d'une position couchée, ou pour tenir une proie pendant que les mâchoires faisaient le reste, hypothèse qui devait être soutenue par des analyses biomécaniques. Ainsi les os des bras possèdent une corticale particulièrement résistante. Le muscle biceps brachial d'un adulte était capable de soulever à lui seul une charge de 200 kg, chiffre augmentant avec l'action combinée des autres muscles du bras comme le brachial. Les mouvements des bras étaient limités, avec des amplitudes articulaires de respectivement 40 et 45° aux épaules et aux coudes - en comparaison, chez Deinonychus, les amplitudes de ces deux mêmes articulations sont 88 et 130°, et chez l'homme 360 et 165°. Ainsi, les bras de Tyrannosaurus rex, avec leur structure osseuse particulièrement solide, la force considérable développée par leurs muscles et leur amplitude de mouvement limitée, pourraient indiquer un système anatomique conçu pour agripper vite et fort une proie se débattant.

### Tissus mous
En 2005, Mary Higby Schweitzer, de l'université de Caroline du Nord, et ses collègues ont annoncé la découverte de tissus mous dans un fémur d'un tyrannosaure âgé de 68 millions d'années. Les protéines extraites du fémur ont été analysées et se sont révélées être du collagène proche de celui des poulets actuels. La découverte de tissus mous pour un fossile aussi âgé a été fortement contestée : Thomas Kaye et ses collègues ont soutenu que la substance à l'intérieur de l'os du tyrannosaure était en fait un biofilm bactérien. Une étude parue en 2013 émet l'hypothèse que la présence de fer pourrait avoir permis la conservation de ces protéines.
En 2023, une étude histologique des dents et du rapport entre la longueur du crâne et la taille des dents chez divers reptiles actuels et fossiles conclut que les tyrannosaures étaient pourvus de lèvres recouvrant les dents (comme les actuels varans) et n'avaient pas les dents apparentes comme certains crocodiles, contrairement à la plupart des représentations populaires de ces animaux (destinées à les rendre plus terrifiants).

### Peau et plumes

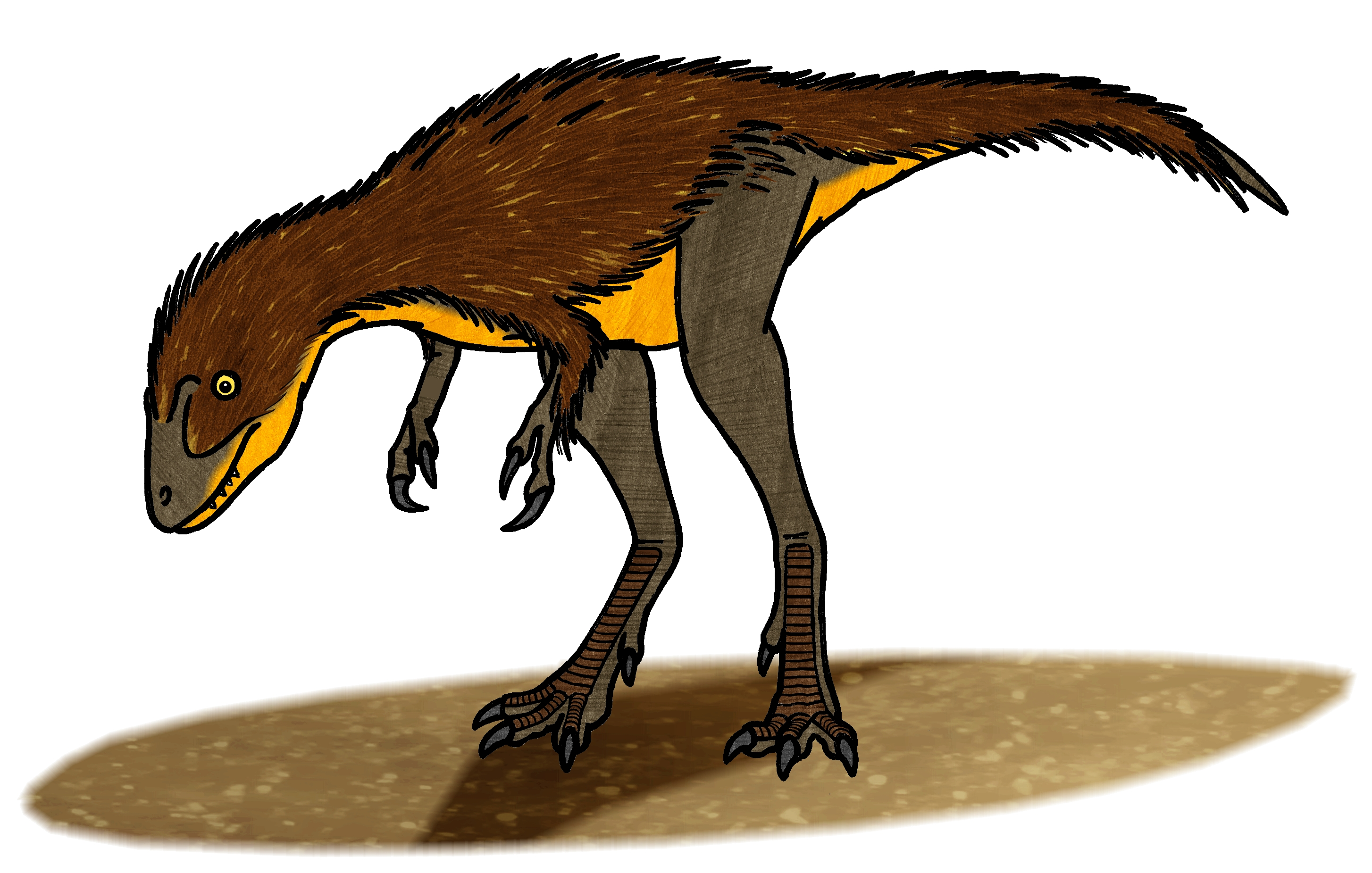
Restauration d'un jeune Tyrannosaurus, représenté avec des plumes.

En 2004, la revue scientifique Nature a publié un rapport décrivant un représentant de la super-famille des Tyrannosauroidea, Dilong paradoxus, un parent de T. Rex apparu près de 60 Ma (millions d'années) avant ce dernier, et retrouvé dans un site de la formation d'Yixian en Chine. Comme de nombreux théropodes découverts dans cette formation géologique, le squelette fossilisé a été préservé dans un manteau de structures filamenteuses reconnues comme étant des structures précurseuses des plumes. C'est ainsi qu'on a également supposé que Tyrannosaurus et d'autres tyrannosauridés proches possédaient des protoplumes. Cependant, des empreintes de peau retrouvées sur de grands tyrannosauridés montrent des écailles en mosaïque. Il est possible que ces protoplumes aient existé sur des surfaces de peau n'ayant pas été préservées. Mais les gros animaux ont, proportionnellement à leur volume, une surface moins importante que les plus petits. Ainsi, plus un animal est gros, moins il souffre des déperditions de chaleur. Les protoplumes deviendraient alors inutiles et pourraient avoir été secondairement perdues lors de l'évolution des grands tyrannosauridés comme Tyrannosaurus, particulièrement sous le chaud climat du Crétacé supérieur. Cependant, en 2012 un Tyrannosauroidea basal de très grande taille (les spécimens adultes atteignaient 9 mètres de long pour 1 414 kg), du nom de Yutyrannus fut découvert dans la province chinoise du Liaoning avec des traces de plumes sur le cou, le bout de la queue, les jambes et les bras, ce qui suggère que sous les climats froids (des températures annuelles de 10 °C pour la province du Liaoning il y a 125 millions d'années), ces Tyrannosauroidea portaient des plumes qui servaient d'isolant. En 2017, l'étude d'une empreinte de peau fossilisée de Tyrannosaurus rex trouvée dans des couches de la formation de Hell Creek au Montana datées du Maastrichtien supérieur n'a montré aucune trace de plume, semblant indiquer ainsi que cette espèce n'était pas entièrement couverte de plumes. Il n'est tout de même pas impossible qu'il y eut sur l'animal des zones emplumées localisées sur certaines parties du corps,.

### Thermorégulation
On a longtemps pensé que Tyrannosaurus, comme la plupart des dinosaures était poïkilothermes, c'est-à-dire qu'ils ne contrôlaient pas leur température corporelle et avait le « sang froid », tout comme les reptiles. C'est dans les années 1960 que des scientifiques comme Robert T. Bakker et John Ostrom ont émis l'idée que le métabolisme des dinosaures ressemblait davantage à celui des mammifères et des oiseaux qu'à celui des animaux à sang froid,. À la suite de l'analyse d'un squelette, des scientifiques ont déclaré que le Tyrannosaurus rex était homéotherme (à sang chaud), impliquant ainsi une vie très active. Depuis, plusieurs paléontologues ont cherché à déterminer la capacité du Tyrannosaurus à réguler la température de son corps. Des preuves histologiques de taux de croissance rapides chez le jeune T. rex, comparables à ceux des mammifères et des oiseaux, pourrait supporter l'hypothèse d'un métabolisme élevé. Les courbes de croissance indiquent que, tout comme chez les mammifères et les oiseaux, la croissance de Tyrannosaurus rex est limitée à l'âge adulte, contrairement à la croissance indéterminée retrouvée chez de nombreux autres vertébrés.
Les ratios d'isotopes d'oxygène présents dans les os fossilisés sont utilisés pour déterminer la température à laquelle l'os a été formé, car ces ratios sont corrélés avec la température. Chez un spécimen de T. rex on a retrouvé des ratios indiquant que la différence de température entre une vertèbre du thorax et un tibia n'était que de 4 à 5 °C. Selon le paléontologue Reese Barrick et le géochimiste William Showers cette différence minime entre le corps de l'animal et ses extrémités indique que Tyrannosaurus rex maintenait sa température interne corporelle constante, définition de l'homéothermie, et qu'il possédait un métabolisme situé entre celui des reptiles ectothermes et des mammifères endothermes. D'autres scientifiques ont fait remarquer que le ratio des isotopes d'oxygène présent dans les fossiles actuels était probablement différent du ratio originel au temps où Tyrannosaurus vivait, et qu'il avait dû être modifié durant ou après le processus de fossilisation appelé la diagenèse. Barrick et Showers se sont défendus en retrouvant des résultats similaires chez un autre dinosaure théropode, Giganotosaurus, vivant sur un autre continent et dix millions d'années plus tôt.
Des dinosaures ornithischiens montrent également des preuves d'homéothermie, alors que ce n'est pas le cas pour des varans retrouvés dans la même formation. Même si Tyrannosaurus rex montre des preuves d'homéothermie, cela ne signifie pas obligatoirement qu'il était endotherme. Une telle thermorégulation peut s'expliquer par la gigantothermie, comme chez certaines tortues de mer,. Ainsi certains grands poïkilothermes, grâce à un rapport volume / surface de peau favorable, sont capables de maintenir une température de corps et un métabolisme relativement élevés.

### Locomotion

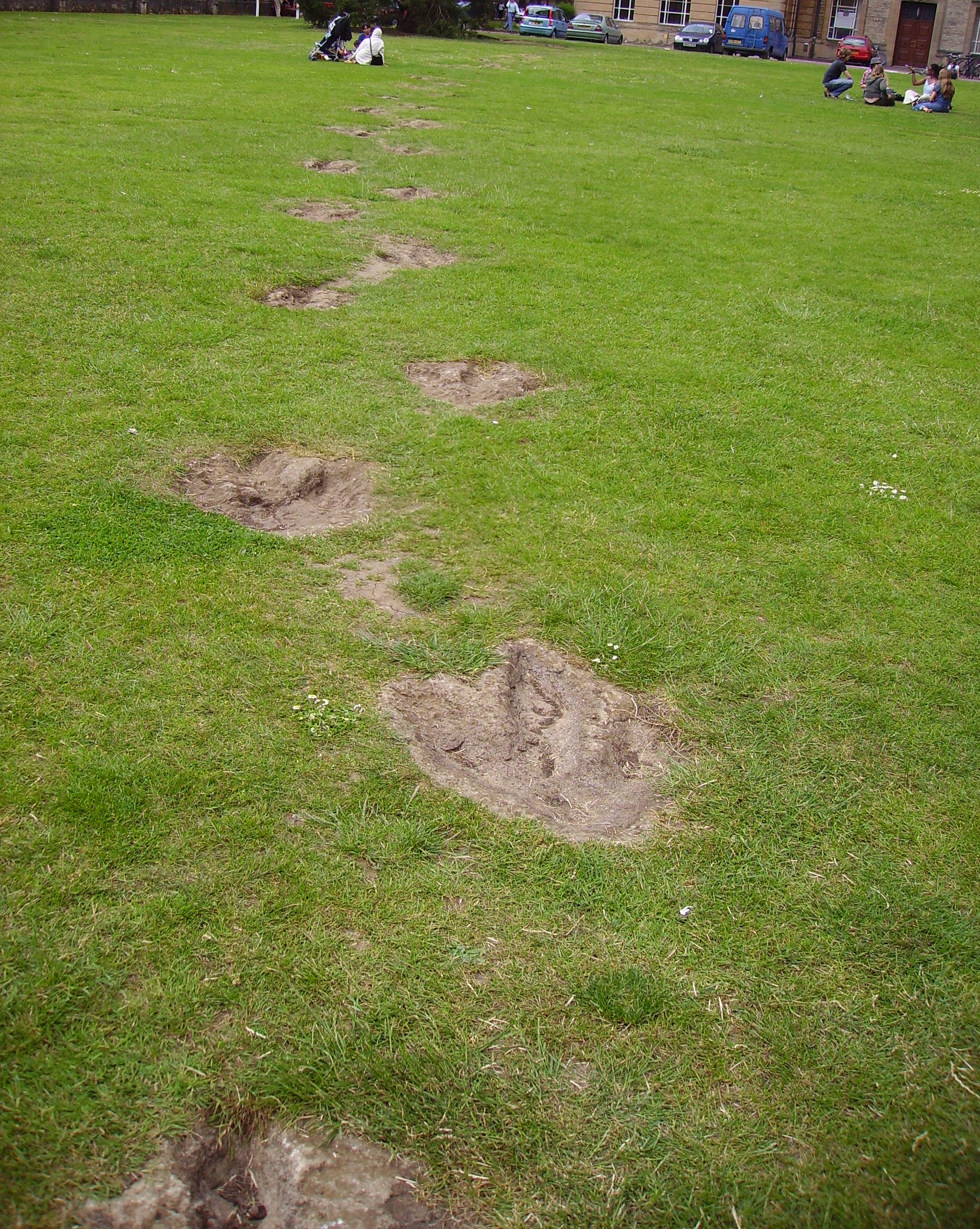
Réplique d'une séquence de traces de pas d'un théropode attribuée à Megalosaurus à l'OUMNH. Aucune séquence de ce type n'a été retrouvée pour les tyrannosaures, rendant difficile l'estimation de leur allure et de leur vitesse.

Il y a deux questions principales qui font débat concernant les capacités locomotrices du Tyrannosaurus : comment pouvait-il tourner ? et quelle était sa vitesse de pointe ? Ces deux questions sont liées au débat concernant le fait de savoir s'il était chasseur ou charognard.
Tyrannosaurus devait être lent à se retourner, prenant probablement une à deux secondes pour se tourner de 45° — à titre de comparaison l'Homme, qui se tient debout et n'a pas de queue, peut se retourner en une fraction de seconde.
Cette lenteur est due au moment d'inertie, qui quantifie la résistance d'un corps soumis à une mise en rotation et qui est particulièrement important chez Tyrannosaurus, dont une grande partie de la masse est située à distance de son centre de gravité. Il pouvait diminuer cette résistance en arquant son dos et sa queue et en rapprochant sa tête et ses bras de son corps, à la façon d'un patineur qui se regroupe pour tourner sur lui-même plus vite.
Les scientifiques ont avancé de nombreux chiffres concernant la vitesse maximale de course de Tyrannosaurus rex, la plupart autour de 11 m/s soit 40 km/h, avec des minima de 5–11 m/s (18–40 km/h) et des maxima autour de 20 m/s (72 km/h). Diverses techniques d'estimation ont été utilisées pour aboutir à ces chiffres car, s'il existe de nombreuses traces de pas de grands théropodes en train de marcher, aucune trace de théropodes en train de courir n'a été encore retrouvée, ce qui pourrait indiquer qu'ils ne couraient simplement pas. Les scientifiques qui pensent que Tyrannosaurus était capable de courir soulignent que certaines caractéristiques anatomiques permettent à un adulte de ne peser que 4,5 tonnes et que certains animaux tels que les autruches ou les chevaux, possédant de longues jambes flexibles, sont capables d'atteindre de grandes vitesses grâce à des foulées plus lentes mais plus longues. De plus, certains avancent que Tyrannosaurus avait des muscles aux membres inférieurs plus larges que chez n'importe quel animal vivant actuel, ce qui lui aurait permis de courir jusqu'à 40 à 70 kilomètres par heure.
Jack Horner et Don Lessem avancèrent en 1993 que Tyrannosaurus était lent et ne pouvait probablement pas courir (présence d'une phase de suspension en l'air) car le ratio de la longueur de son fémur sur celle de son tibia était supérieur à 1, comme chez la plupart des grands théropodes et comme les éléphants modernes. Cependant, Holtz écrit en 1998 que les tyrannosauridés et des groupes proches avaient les éléments distaux des membres postérieures (cheville, métatarse et orteils) significativement plus longs que la longueur du fémur de la plupart des autres théropodes, et que les tyrannosauridés et des groupes proches avait un métatarse plus efficace pour transmettre les forces de locomotion du pied à la jambe que chez les premiers théropodes. Il conclut que les tyrannosauridés et des groupes proches étaient les plus rapides des grands théropodes.
Christiansen écrit en 1998 que les os de la jambe de Tyrannosaurus n'étaient pas significativement plus solides que ceux des éléphants, qui sont relativement limités concernant leur vitesse de pointe et qui n'ont jamais pu courir (pas de phase de suspension en l'air), et il proposa que la vitesse maximale de Tyrannosaurus devait être d'environ 11 mètres par seconde (40 km/h), ce qui est comparable à la vitesse d'un sprinter humain. Il fit remarquer que cette estimation dépendait de nombreuses hypothèses douteuses.
Farlow et ses collègues avancent en 1995 qu'un Tyrannosaurus pesant 5,4 à 7,3 tonnes serait gravement voire fatalement blessé s'il tombait alors qu'il était en train de se mouvoir rapidement, car son thorax frapperait le sol avec une décélération de 6 g sans que ses petits bras puissent réduire l'impact. Cependant, des animaux comme les girafes peuvent galoper à 50 km/h malgré le risque que cela représente, et il est donc possible que Tyrannosaurus ait également pu se déplacer rapidement en cas de nécessité et malgré les risques que cela pouvait représenter,.
Des études sur la vitesse de déplacement de Tyrannosaurus avancent une allure modérée ne dépassant pas 40 km/h. Par exemple, en 2002 dans la revue Nature, un modèle mathématique est présenté dont le but est de permettre d'estimer la masse musculaire nécessaire au niveau des jambes pour courir rapidement, à plus de 40 km/h. L'article conclut que des vitesses supérieures à 40 km/h sont impossibles à atteindre car elles nécessiteraient de très gros muscles représentant plus de 40 à 86 % de la masse corporelle totale. Si ces muscles avaient été moins massifs, seule une vitesse d'environ 18 km/h aurait pu être atteinte. Faire des conclusions sur cette modélisation est difficile car on ne sait pas quel était le volume des muscles de Tyrannosaurus.
Une étude de 2007 utilisant des modèles informatiques estime la vitesse maximale de course de T. rex à 8 mètres par seconde, soit 29 km/h, soit légèrement plus vite qu'un footballeur professionnel et moins vite qu'un sprinter qui peut atteindre 12 mètres par seconde soit 43 km/h. Cette étude se révèle quelque peu obsolète car cette dernière ne prit pas en compte la puissance des muscles de l'animal qui à la suite de certaines études s'est révélée extrêmement développée (à la suite d'une étude des marques qu'ont laissées les muscles sur les os de l'animal).
Les paléontologues qui pensent que Tyrannosaurus était incapable de courir estiment sa vitesse de pointe à 17 km/h, ce qui est toujours plus rapide que les hadrosauridés et les cératopsiens qui devaient être ses principales proies. De plus, certains de ceux qui défendent le fait que Tyrannosaurus était un prédateur, avancent que sa vitesse de course n'était pas si cruciale, car même s'il était lent, il était toujours plus rapide que ses proies. Cependant, Paul et Christiansen (2000) écrivent que les derniers Ceratopsia avaient des pattes arrière verticales et que les gros spécimens devaient pouvoir courir aussi vite que les rhinocéros. On a retrouvé des fossiles de Ceratopsia présentant des cicatrices de morsures de Tyrannosaurus. Or, si les Ceratopsia étaient rapides alors qu'ils vivaient en même temps que les T. rex, cela jette le doute sur l'argument que Tyrannosaurus n'avait pas à être rapide pour attraper ses proies.
Une étude publiée en avril 2021 estime que Tyrannosaurus marchait à une vitesse de croisière de 4,6 km/h. Elle n'exclut pas la course ni la chasse, mais calcule à quelle vitesse l'animal dépensait le moins d'énergie en se déplaçant. Pour cela, il mobilisait sa queue (1 000 kg environ), avec un effet de résonance optimisant le déplacement.

### Empreintes de pas

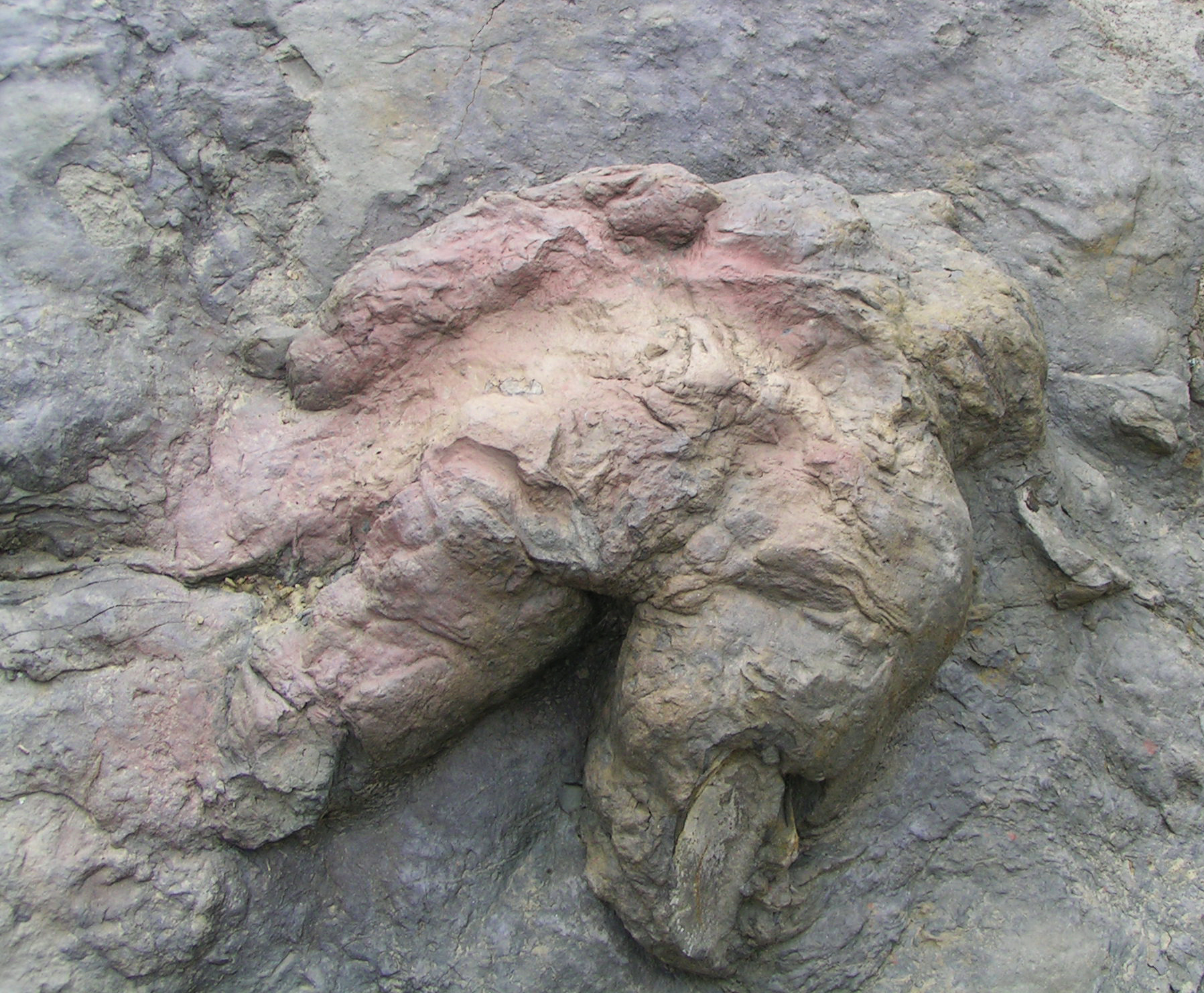
Probable empreinte de pas d'un Tyrannosaurus retrouvée au Nouveau-Mexique.

Deux différentes empreintes isolées de pas ont été proposées comme appartenant à Tyrannosaurus rex. La première a été découverte au Philmont Scout Ranch dans l'État du Nouveau-Mexique, en 1983, par le géologue américain Charles Pillmore. On pensait initialement qu'elle appartenait à un hadrosauridé ou « dinosaure à bec de canard », mais l'examen attentif de l'empreinte de pas révéla d'une part un large talon inconnu chez les ornithopodes et, d'autre part, les restes de ce qui aurait pu être un hallux, quatrième orteil en forme d'ergot. Cette empreinte fut décrite comme appartenant à l'ichnotaxon Tyrannosauripus pillmorei en 1994 par Martin Lockley (en) et Adrian Hunt, qui suggéraient qu'elle pouvait avoir été faite par un Tyrannosaurus rex, ce qui en ferait la première empreinte de pas connue de l'espèce. La trace est imprimée dans ce qui fut autrefois de la boue provenant d'une terre humide végétale. Elle mesure 83 cm de longueur sur 71 cm de largeur.
Une seconde empreinte de pas qui pourrait avoir été faite par un Tyrannosaurus fut découverte dans la formation de Hell Creek dans le Montana en 2007 par le paléontologue britannique Phil Manning. Cette seconde trace de 76 cm de long est plus petite que celle décrite par Lockley et Hunt. Qu'elle appartienne à un Tyrannosaurus n'est pas certain, bien que Tyrannosaurus et Nanotyrannus sont les deux seuls grands théropodes qui ont été retrouvés à Hell Creek. Des études plus approfondies, comparant notamment cette trace à celle du Nouveau-Mexique, sont prévues.
Un ensemble d'empreintes de pas situées à Glenrock dans le Wyoming ont été décrites en 2016. Ces empreintes ont été découvertes dans des roches de la formation de Lance, datée du Maastrichtien supérieur. Elles sont considérées comme appartenant à un tyrannosauridé, soit à un Tyrannosaurus rex juvénile, soit à l'espèce Nanotyrannis lancensis. À partir de la position des empreintes de pas et de leur taille, il en a été déduit que l'animal se déplaçait à une vitesse comprise entre 4,5 et 8 km/h,.

### Alimentation
Le débat concernant le comportement charognard ou prédateur du Tyrannosaurus est aussi vieux que celui sur sa locomotion.
En 1917, Lambe étudie un squelette de Gorgosaurus, une espèce proche de Tyrannosaurus, et conclut que Tyrannosaurus était un pur charognard car les dents de Gorgosaurus ne montraient aucune trace d'usure. Cet argument n'est plus considéré comme valide depuis que l'on sait que les théropodes remplacent leurs dents rapidement.
Depuis la première découverte de Tyrannosaurus, la plupart des scientifiques ont la certitude qu'il est un prédateur, bien que tout comme de nombreux prédateurs modernes, il aurait pu aussi voler la prise d'un autre prédateur ou être parfois charognard si l'occasion se présentait.
Jack Horner est le principal défenseur de la théorie du tyrannosaure charognard,,. Il a présenté plusieurs arguments défendant cette hypothèse :
- les bras du tyrannosaure sont courts comparés à ceux des prédateurs connus. Selon Horner, les bras sont trop courts pour avoir la force nécessaire pour maintenir une proie[150] ;
- les tyrannosaures avaient de grands bulbes et nerfs olfactifs par rapport à la taille de leur cerveau. Cela suppose qu'ils possédaient un odorat bien développé qui aurait pu leur permettre de repérer des carcasses ou des proies à de grandes distances. Des recherches faites sur les bulbes olfactifs de vingt et un dinosaures démontrent que c'est le tyrannosaure qui avait l'odorat le plus développé[151] ;
- les dents du tyrannosaure pouvaient broyer les os, et donc extraire des carcasses, généralement les parties les moins nutritives, autant de nourriture (la moelle osseuse) que possible. Karen Chin et son équipe ont trouvé des fragments d'os dans des coprolithes (excréments fossilisés) attribués à des tyrannosaures, mais ils indiquent que les dents du tyrannosaure n'étaient pas adaptées pour broyer systématiquement des os comme le font les hyènes pour extraire la moelle[152] ;
- comme les proies potentielles de Tyrannosaurus pouvaient se déplacer rapidement, les preuves qu'il ne pouvait pas courir vite démontrent qu'il était un charognard[148],[153]. D'un autre côté, des analyses récentes datant de 2002 et 2008 montrent que Tyrannosaurus, bien que plus lent que certains prédateurs terrestres modernes, pouvait être assez rapide pour chasser ses proies, les grands hadrosaures et les cératopsiens[129],[139].

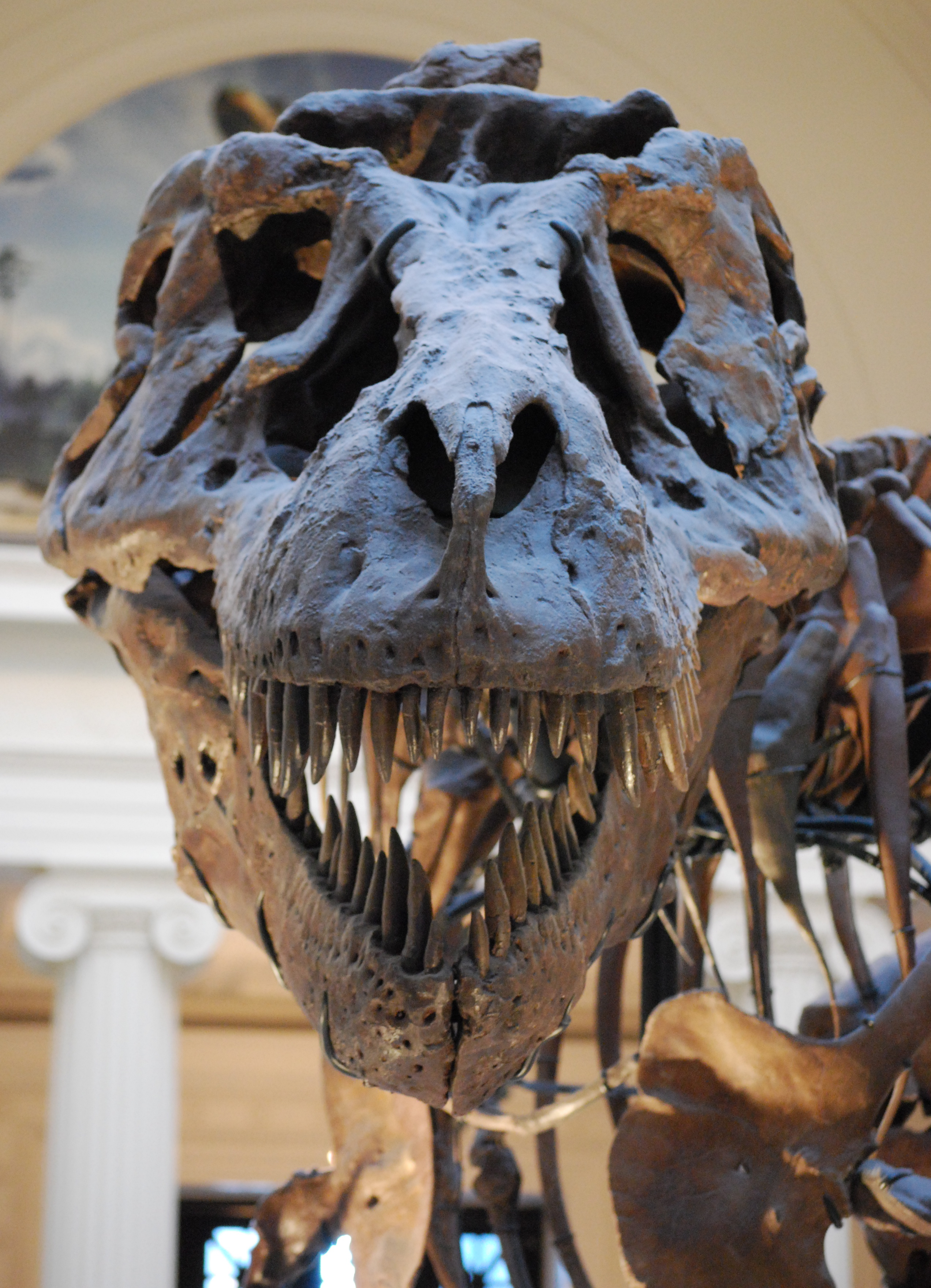
Les orbites du tyrannosaure regardent vers l'avant, permettant une vision binoculaire stéréoscopique avantageant les prédateurs.

D'autres preuves suggèrent un comportement de prédateur. Les orbites du tyrannosaure étaient placées vers l'avant, lui donnant ainsi une vision binoculaire ce qui lui permettait d'évaluer les distances, bien mieux que les faucons modernes. Horner note aussi une amélioration importante de la vision binoculaire tout au long de l'évolution des tyrannosauridés, avançant qu'il n'était pas évident que la sélection naturelle favorise cette caractéristique si les tyrannosaures avaient été de purs charognards, pour qui une vision stéréoscopique n'aurait pas été un atout,. Chez les animaux modernes, la vision binoculaire est principalement retrouvée chez les prédateurs.
Selon certains scientifiques, si Tyrannosaurus était un pur charognard, un autre dinosaure devait être le superprédateur du Crétacé supérieur amérasien. Des autres tyrannosauridés partageant les caractéristiques de Tyrannosaurus, seuls les petits dromæosauridés auraient le potentiel pour être ce superprédateur. Les proies en haut de la chaîne alimentaire étaient alors les marginocéphales et les ornithopodes. Des supporteurs de l'hypothèse du charognard suggèrent que la taille et la puissance de Tyrannosaurus lui aurait alors permis de voler les proies tuées par de plus petits prédateurs. La plupart des paléontologues acceptent l'hypothèse que Tyrannosaurus était à la fois prédateur et charognard, comme beaucoup de grands carnivores.
D'autres paléontologues suggèrent que les tyrannosaures vivaient en groupes familiaux et chassaient en interaction. Les plus jeunes, plus petits, légers et habiles, auraient rabattu les proies vers les adultes embusqués. Ce type de comportement aurait peut-être été adopté par d'autres dinosaures carnivores de grande taille comme les allosaures[réf. nécessaire].

#### Salive infectée
William Abler (en) a émis l'hypothèse que Tyrannosaurus avait peut-être une salive infectieuse, qu'il utilisait pour tuer sa proie. En examinant les dents de tyrannosaures, on s'est aperçu qu'il existait des dentelures pouvant, comme chez le Dragon de Komodo, retenir des morceaux de carcasse permettant la prolifération de bactéries, rendant leur morsure infectante. Horner note cependant que les dentelures de Tyrannosaurus ressemblent plus à des cubes alors que celles des Komodo sont arrondies.

## Nanotyrannus, le tyrannosaure juvénile
Nanotyrannus (signifiant « tyran nain ») était considéré comme un genre éteint de dinosaures théropodes prédateurs de la même famille que Tyrannosaurus rex, dont la validité était remise en question. Une seule espèce avait été décrite : Nanotyrannus lancensis.
Ce dinosaure, vivant en Amérique du Nord durant le Crétacé supérieur il y a environ 75 millions d'années, avait été décrit pour la première fois par Charles Whitney Gilmore en 1946.
En 2020, les os des membres de deux squelettes attribués à ce genre provenant de la formation géologique de Hell Creek, ont été analysés par H. N. Woodward et ses collègues qui concluent en réfutant la validité du genre, considérant qu'il s'agit en fait de juvéniles de Tyrannosaurus rex ; ces jeunes vivant en groupe séparément des adultes (différenciation de niche).

### Dénomination
Anciennement Gorgosaurus, il a été rebaptisé Nanotyrannus en 1988 par Robert Bakker.

### Découverte
Découvert en 1942, ce dinosaure est connu surtout par deux spécimens juvéniles surnommés « Jane » (squelette très complet) et « Petey »

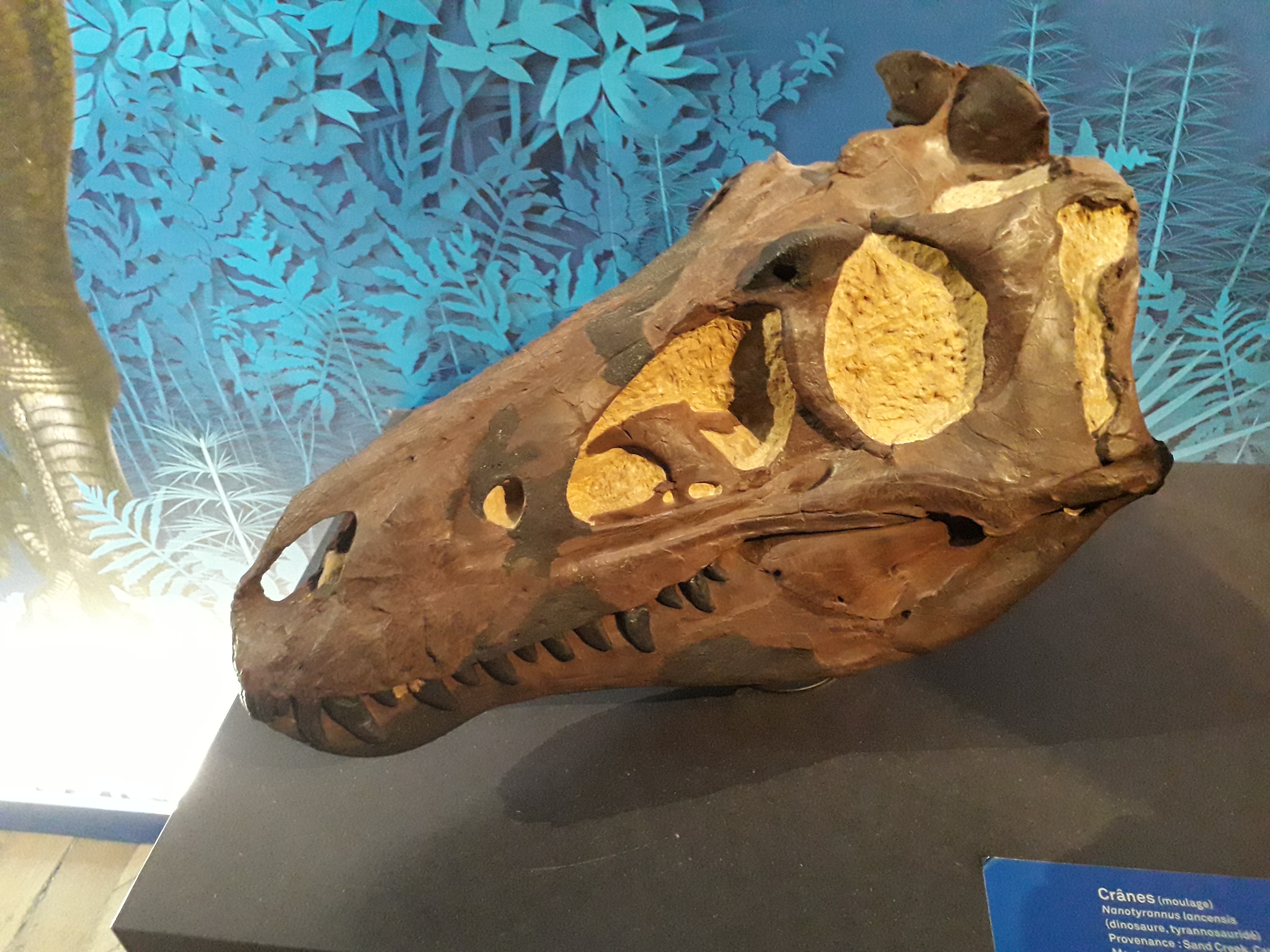
Moulage du crâne d'un Nanotyrannus lancensis découvert à Sand Creek, dans le Montana, (États-Unis). Muséum national d'histoire naturelle, Paris, France.

### Obsolescence du genre
Plusieurs paléontologues, notamment Thomas Carr en 1999 et Jack Horner en 2011, considèrent que Nanotyrannus ne serait que le stade juvénile de Tyrannosaurus rex,. Cette hypothèse est confirmée en 2020 par N. Holly et ses collègues grâce à une analyse ostéohistologique (analyse des os, ici tibias et fémurs) qui invalide pour eux ce genre et le met en synonymie avec Tyrannosaurus. Ils évaluent l'âge des deux spécimens immatures étudiés entre 13 et 15 ans. Le genre ne devrait donc plus être utilisé.

## Le tyrannosaure dans la culture populaire
Depuis sa découverte en 1905, le tyrannosaure est devenu peu à peu le dinosaure le plus célèbre dans la culture populaire. C'est un des seuls dinosaures dont le nom scientifique Tyrannosaurus rex est connu du grand public, de même son abréviation T. rex est aussi répandue. Les expositions du tyrannosaure sont très populaires ; on estime à dix mille le nombre de visiteurs venus au musée Field de Chicago en 2003 pour voir Sue, le fossile le plus complet exposé.
Le tyrannosaure est apparu plusieurs fois à la télévision et au cinéma, notamment dans le Monde perdu (1925), King Kong (1933), Fantasia (1940), Un million d'années avant J.C. (1966), plusieurs versions live et animées mettant en scène le personnage de Godzilla, et Jurassic Park (1993). De nombreux livres et bandes dessinées, dont Calvin et Hobbes, et le manga Gon de Masashi Tanaka, ont aussi représenté le tyrannosaure, qui est souvent montré comme le plus grand et le plus terrifiant carnivore de tous les temps. Le groupe de rock T-Rex a pris ce nom d'après l'espèce, le troisième album du groupe The Hives est intitulé Tyrannosaurus Hives.

### Littérature

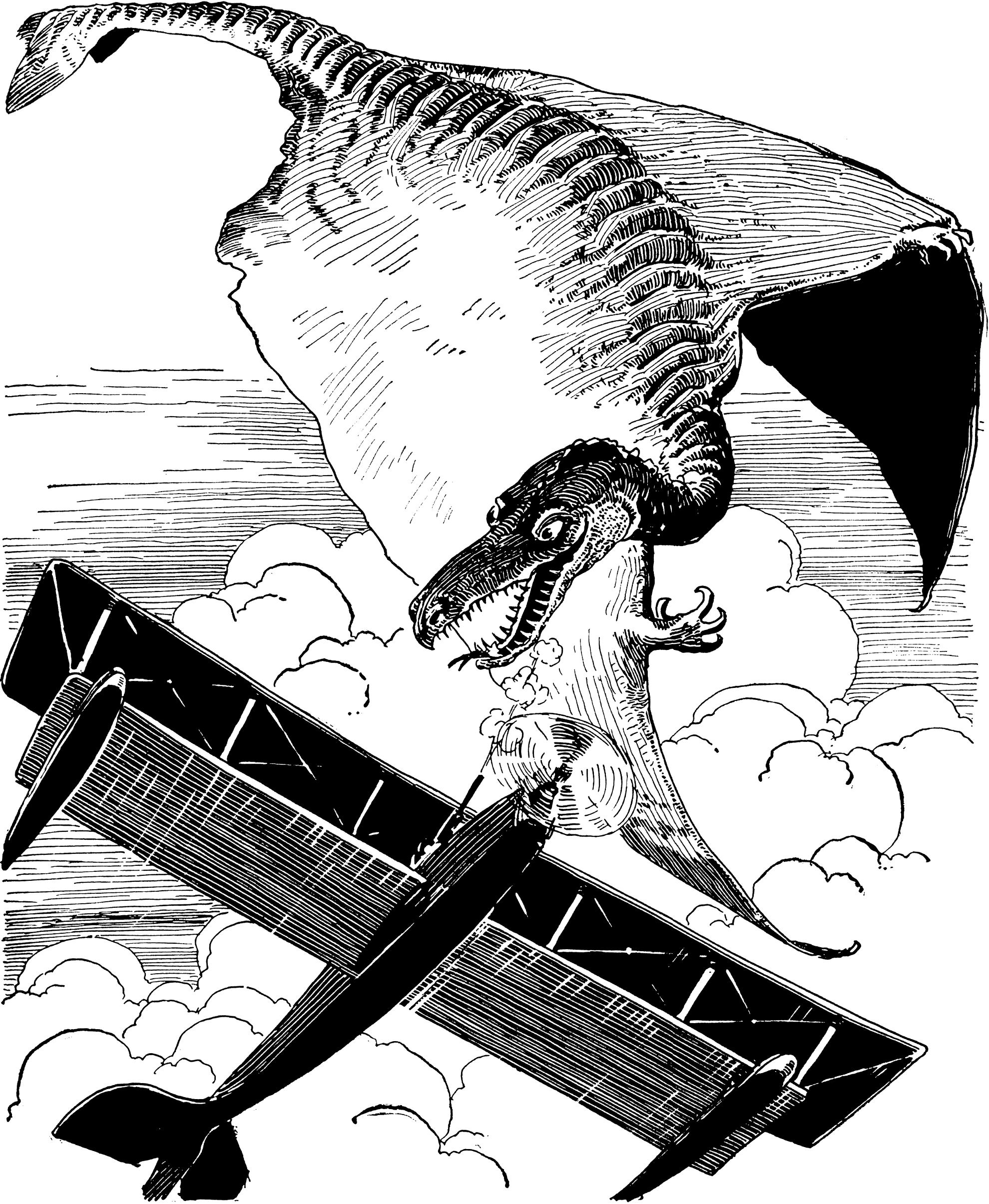
Illustration pour The Land That Time Forgot d'Edgar Rice Burroughs dans Amazing Stories en 1927.

Tyrannosaurus rex est régulièrement mis en scène dans la littérature de science-fiction, qui aime imaginer des rencontres souvent mouvementées entre les humains et les dinosaures.
L'un des premiers auteurs de science-fiction à mettre en scène Tyrannosaurus est l'Américain Edgar Rice Burroughs, qui les met en scène dans sa trilogie romanesque Caspak, parue en 1918, qui reprend le thème littéraire du monde perdu : durant la Première Guerre mondiale, l'équipage d'un sous-marin allemand égaré découvre une île, Caspak, où survivent à la fois des dinosaures, des mammifères de l'ère tertiaire et des humains primitifs. Un tyrannosaure apparaît dans le troisième volume, Out of time's abyss. Burroughs s'inspire en outre du Tyrannosaurus pour le bestiaire d'un autre pays imaginaire, Pellucidar, auquel il consacre plusieurs romans et nouvelles entre 1914 et sa mort en 1950. Le Tyrannosaurus lui sert d'inspiration principale pour un animal imaginaire de Pellucidar, le Zarith.
D'autres récits de science-fiction utilisent le thème du voyage dans le temps afin de mettre en présence des humains et des dinosaures comme Tyrannosaurus. La nouvelle Un coup de tonnerre, publiée par l'écrivain américain Ray Bradbury en 1952, se projette en 2055 et imagine qu'une entreprise organise des parties de chasse dans le passé à l'aide d'une machine à remonter le temps. Eckels, un chasseur intrépide, paye une forte somme afin d'aller chasser un Tyrannosaurus rex, mais au cours de la chasse il déclenche malgré lui un bouleversement temporel qui modifie l'Histoire. Pour décrire le tyrannosaure, Bradbury s'inspire probablement des vues d'artistes comme Zdenek Burian ou Charles R. Knight. Le roman Mastodontia de l'auteur américain Clifford D. Simak, paru en 1978, approfondit ce thème dans une intrigue plus ample où les héros ont affaire à deux T. rex chassant en couple, une vision influencée par les thèses alors toutes récentes du paléontologue Robert Bakker sur le comportement de ce dinosaure. Dans l'intervalle, le paléontologue et écrivain soviétique Ivan Efremov imagine une variation sur ce thème dans sa nouvelle L'Ombre du passé, parue en 1954, où un paléontologue découvre des "paléophotographies', des structures minérales naturelles qui ont enfermé pendant des millions d'années des images d'époques passées, et notamment une image d'un tyrannosaure.
En 1990, l'écrivain américain Michael Crichton publie Jurassic Park, un roman de science-fiction qui imagine une utilisation commerciale de la génétique afin de recréer des dinosaures pour les enfermer dans un parc d'attraction ouvert par un milliardaire américain sur une île au large du Costa Rica. La visite du parc par des experts avant son ouverture tourne au cauchemar lorsqu'un employé coupe l'électricité le temps de s'enfuir avec des embryons qu'il souhaite revendre. Le Tyrannosaurus rex, censé être l'attraction vedette du parc, cause de nombreuses victimes. Une suite parue en 1995, Le Monde perdu, met en scène des dinosaures en liberté sur une autre île, dont des tyrannosaures qui constituent la principale menace pesant sur les personnages quand ils doivent s'aventurer sur l'île. Le succès des romans et des films qui les adaptent ou s'en inspirent contribue à populariser les tyrannosaures auprès d'un large public.
La littérature pour la jeunesse met également en scène les tyrannosaures. En 1987, Hudson Talbott publie le roman We're Back! A Dinosaur's Story, qui imagine quatre dinosaures dotés d'intelligence et propulsés au XXe siècle par les soins d'un savant excentrique.

### Bande dessinée
La série de comic américain Turok, qui démarre en 1956 avec des dessins de Rex Maxon et des scénarios de Matthew H. Murphy, Gaylord DuBois et Paul S. Newman, met en scène deux frères aventuriers, Turok et Andar, qui explorent une vallée perdue peuplée de dinosaures et d'hommes préhistoriques.
La série  Devil Dinosaur , dessinée par Jack Kirby d'avril à décembre 1978 pour Marvel Comics conte les aventures, dans un monde parallèle où dinosaures et humains coexistent aux temps préhistoriques, d'un jeune anthropoïde, Moon-boy, chevauchant Red, un tyrannosaure rouge dont il est l'ami.
La bande dessinée Calvin et Hobbes, créée par l'Américain Bill Watterson en 1985, met en scène les rêveries, jeux et bêtises de Calvin, un enfant de six ans, et de son tigre en peluche Hobbes. Calvin aime se transformer en dinosaure, et en général en Tyrannosaurus.
Gon, un manga d'aventure humoristique de Masashi Tanaka paru entre 1992 et 2002, met en scène un bébé tyrannosaure possédant une force redoutable et disproportionnée par rapport à sa petite taille.

### Cinéma

#### Films en prises de vue réelles

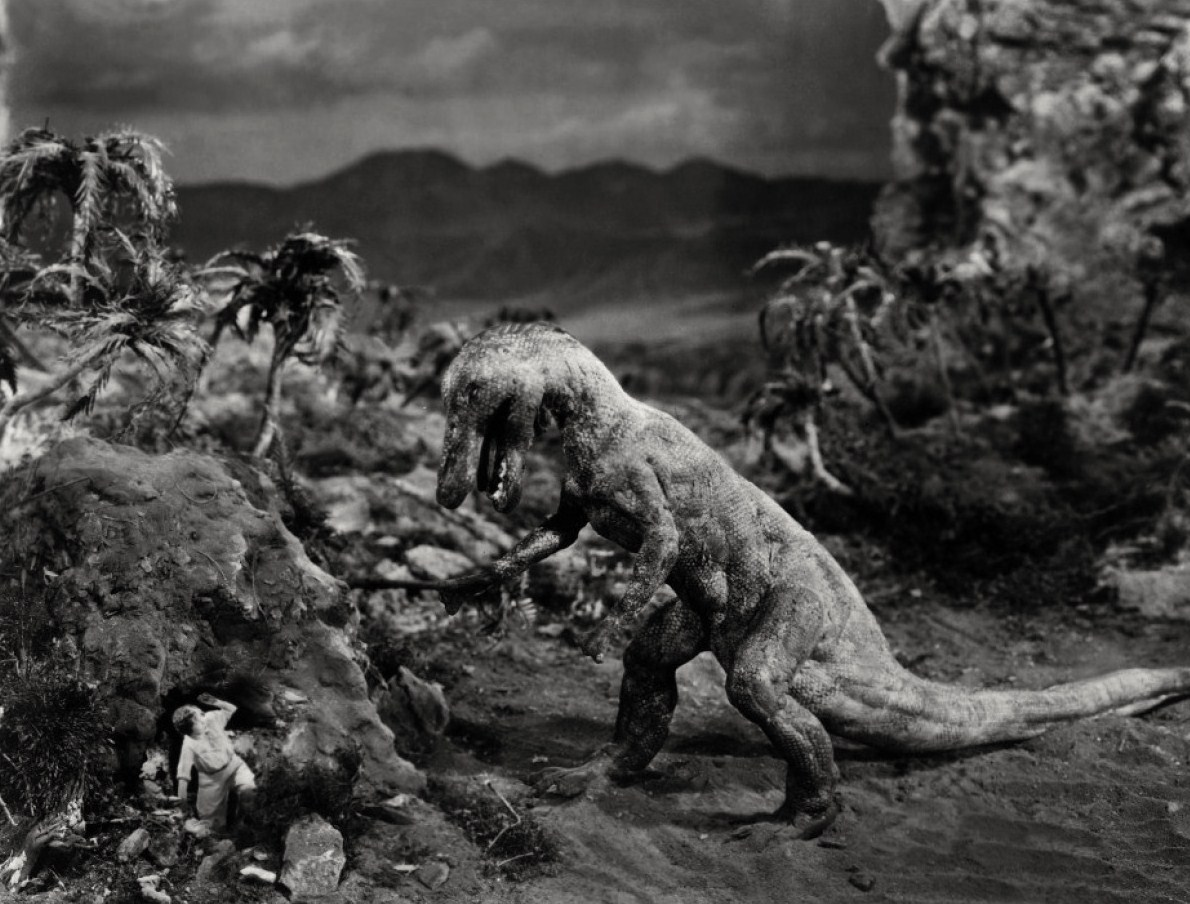
Un Tyrannosaurus dans l'adaptation de 1925 du roman Le Monde perdu d'Arthur Conan Doyle.

Les adaptations au cinéma du roman Le Monde perdu d'Arthur Conan Doyle (paru en 1912) mettent souvent en scène un Tyrannosaurus rex, en dépit du fait que le roman n'en fait rien : ce roman d'aventure, qui imagine un plateau isolé du reste du monde où survivraient encore plusieurs espèces disparues ailleurs, met en scène dans l'un de ses chapitres un dinosaure carnivore non identifié, peut-être un Allosaurus ou un Mégalosaurus). L'adaptation réalisée en 1925 par Harry O. Hoyt, film muet en noir et blanc, met en scène ce dinosaure carnivore d'espèce douteuse dans une première scène, mais il fait aussi intervenir par la suite des Tyrannosaurus dans plusieurs scènes qui sont des ajouts à l'intrigue du roman d'origine. Le film met ainsi aux prises un T. rex et un Tricératops. Il s'agit du premier film à mettre en scène un Tyrannosaurus, dont l'apparence s'inspire des peintures de Charles R. Knight. Dans l'adaptation de 1960 réalisée par Irwin Allen, les explorateurs remportent avec eux un œuf de T. rex qui éclot peu avant leur sortie de la vallée perdue : le professeur Challenger décide malgré tout de ramener le dinosaure nouveau-né à Londres.
Le célèbre film fantastique américain King Kong, réalisé en 1933 par Merian C. Cooper et Ernest B. Schoedsack, met aux prises le gorille géant King Kong avec un Tyrannosaurus qu'il combat pour protéger la jeune femme Ann. Dans le remake de 2005, réalisé par Peter Jackson, le tyrannosaure est remplacé par un « Vastatosaurus rex », une évolution imaginaire du T. rex.
Le Monde perdu en 1925 puis King Kong en 1933 sont d'énormes succès publics, qui influencent durablement la postérité du Tyrannosaurus dans l'imagination populaire. Au cours des décennies suivantes, de nombreux films à la célébrité moins durable mettent en scène à leur tour le Tyrannosaurus, par exemple Tumak, fils de la jungle en 1940, où les dinosaures sont représentés à l'écran par des lézards dotés de crêtes artificielles et filmés en gros plan, ou encore L'Oasis des tempêtes (The Land Unknown, traduit en Belgique par Oasis de la terreur) réalisé par Virgil W. Vogel en 1957, où le tyrannosaure est un comédien costumé.
Pour créer le célèbre monstre japonais Godzilla, les designers de Tōhō se sont inspirés du stégosaure pour les plaques dorsales, du tyrannosaure pour la tête et de l'Allosaurus pour le corps[réf. nécessaire].
Le film de science-fiction Jurassic Park, réalisé en 1993 par Steven Spielberg, fait du Tyrannosaurus rex sa principale vedette. Jurassic Park est un parc zoologique imaginaire dans lequel des généticiens sont parvenus à recréer des dinosaures. Au cours du film, on peut voir le dinosaure s'évader de son enclos et parcourir le parc pour chasser les visiteurs, les employés et d'autres dinosaures. Sans doute le dinosaure le plus iconique du film, avec les Vélociraptors. Le dinosaure réapparaît systématiquement dans les suites de ce film. Dans Le Monde perdu, une famille de Tyrannosaurus est séparée, car un père et son petit sont capturés et emmenés à San Diego. Dans Jurassic Park 3, un jeune (juvénile) Tyrannosaurus se fait tuer par un Spinosaurus. Dans Jurassic World (2015), le Tyrannosaurus original de Jurassic Park fait son grand retour. Il apparaît à la fin du film où il affronte l'Indominus Rex (dinosaure hybride, vedette et principal antagoniste du film) mais se fait maitriser par ce dernier qui est alors sur le point de le tuer. Mais l'arrivée du Vélociraptor Blue (en réalité un deinonychus, mais les réalisateurs l'ont plutôt appelé un raptor car c'était plus accrocheur) permet néanmoins de remporter le combat.
La Nuit au musée, comédie où les animaux et les objets conservés dans un musée prennent vie pendant la nuit, un squelette de Tyrannosaurus prend vie une fois que la nuit est tombée et se comporte comme un chien joueur en rapportant un de ses os que le gardien lui lance.
Dans Dino King (2012), un tarbosaure doit affronter un tyrannosaure qui a tué sa famille.

#### Films d'animation
Le dessin animé musical Fantasia, produit par Walt Disney Pictures, en 1940, consacre une de ses séquences à l'évolution de la vie, sur la musique du Sacre du printemps d’Igor Stravinsky. Au cours d'une des scènes de cette séquence, un Tyrannosaurus terrorise d'autres dinosaures et engage un combat avec un Stegosaurus, ce qui constitue un anachronisme, les deux animaux ayant vécu à des périodes différentes.
La série de dessins animés Le Petit Dinosaure, dont le premier film est Le Petit Dinosaure et la Vallée des merveilles, réalisé par Don Bluth en 1988, met en scène un jeune apatosaure, Petit-Pied, et ses amis. Tous doivent fuir devant un Tyrannosaurus, qu'ils appellent « Dents tranchantes ». Par la suite, ils adopteront Gobeur, un bébé T. Rex.
Les Quatre Dinosaures et le Cirque magique, produit par Universal Studios en 1994, a pour personnages principaux plusieurs dinosaures, dont un T.rex appelé Rex, qui a été rendu gentil par le professeur Bon Œil.
Sortis au cours des années 2000 et 2010, les dessins animés Toy Story, Toy Story 2 et Toy Story 3, produits en images de synthèse par les studios américains Pixar, mettent en scène des jouets doués de vie. Parmi eux, le personnage Rex est un Tyrannosaurus en plastique vert, peureux et comique.
Dans L'Âge de glace 3, sorti en 2009, le paresseux Sid adopte des bébés T. rex.
Le film d'animation japonais Omae Umasō da na a pour personnage principal un Tyrannosaurus nommé Heart, élevé par une femelle Maiasaura et qui adoptera un jeune Ankylosaurus nommé Umasō ("Délicieux" en japonais ; Heart a dit qu'il avait l'air délicieux, mais Umasō a cru que c'était son nom). Le film présente d'autres Tyrannosaurus, notamment le plus grand et puissant d'entre eux, nommé Baku.

### Télévision
Tyrannosaurus apparaît dans l'épisode 5 de la saison 5 de la série anglaise Primeval, il apparait dans un lieu très fréquenté de Londres et s'attaque aux passants.
Dans Prehistoric Park, Nigel Marven doit sauver les tyrannosaures de l'extinction.
Dans les 3 séries du type Super Sentai dont le thème est les dinosaures (à savoir Zyuranger, Abaranger et Kyoryuger et leurs adaptations sous la licence Power Rangers), le Tyrannosaurus est l'emblème du leader (le Ranger Rouge) du groupe (respectivement Tyranno Ranger, AbaRed et KyoryuRed).
Dans la série télévisée d'animation japonaise Dinosaur King, diffusée en 2007-2008, le Gang Alpha possède un Tyrannosaurus nommé Terry, capable de créer des flammes.
Dans la série Sur la terre des dinosaures une Tyrannosaure femelle et ses petits assistent à l' Extinction Crétacé-Paléogène.
Dans la série Il était une fois… l'Homme, un Tyrannosaure est présent dans le premier épisode.

### Jeux
Très présent dans les jeux vidéo, Tyrannosaurus rex constitue souvent un ennemi redoutable comme dans plusieurs jeux ou séries de jeux : Dino Crisis (action-horreur, 1999) et ses suites, Lost Eden (aventure, 1995), Tomb Raider (action-aventure, commencée en 1996), Turok: Dinosaur Hunter (1997) et ses suites, ParaWorld (stratégie, 2006), dans Ark: Survival Evolved (action-aventure, 2015) et dans The Isle (simulation, 2015). Il est aussi présent dans tous les jeux adaptés des romans et films Jurassic Park. Le personnage de Gon (héros d'un manga homonyme) apparaît en tant que personnage jouable dans la version PlayStation du jeu de combat Tekken 3 (1998).
Le T. Rex Game, un jeu caché du moteur de recherche Google Chrome, met en scène un Tyrannosaurus rex.

### Nanotyrannusdans la culture populaire
Dans la série télévisée Elementary, un squelette d'un bébé Nanotyrannus est au centre d'une affaire de meurtre et de marché noir.
Nanotyrannus est également présent dans le deuxième épisode de la série documentaire Jurassic Fight Club, dans lequel il est considéré comme une espèce à part et montré en train d'attaquer de jeunes Tyrannosaurus rex.

## Valeur marchande
Le 4 octobre 1997, chez Sotheby's à New York un squelette de Tyrannosaurus rex, surnommé Sue d'après le nom de sa découvreuse, fut adjugé à 8 362 500 dollars, la somme la plus importante jamais payée pour un fossile à l'époque,. Parmi neuf enchérisseurs, ce fut le musée Field de Chicago qui remporta les enchères notamment grâce à des partenaires industriels.
En mars 2007, un crâne de Tyrannosaurus rex fut acheté 276 000 dollars par un collectionneur de Californie, la troisième plus importante somme jamais payée pour un spécimen préhistorique.

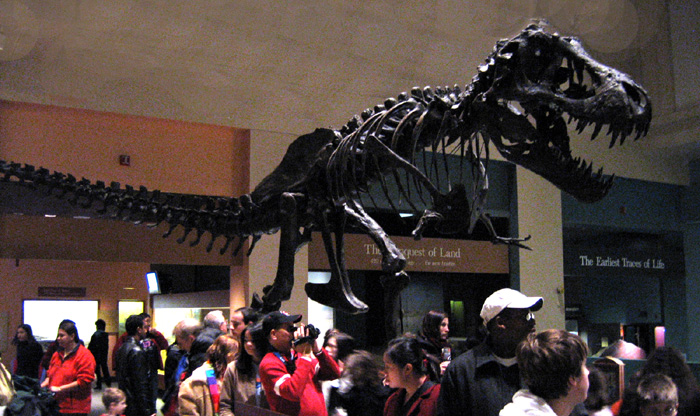
Squelette exposé à Washington
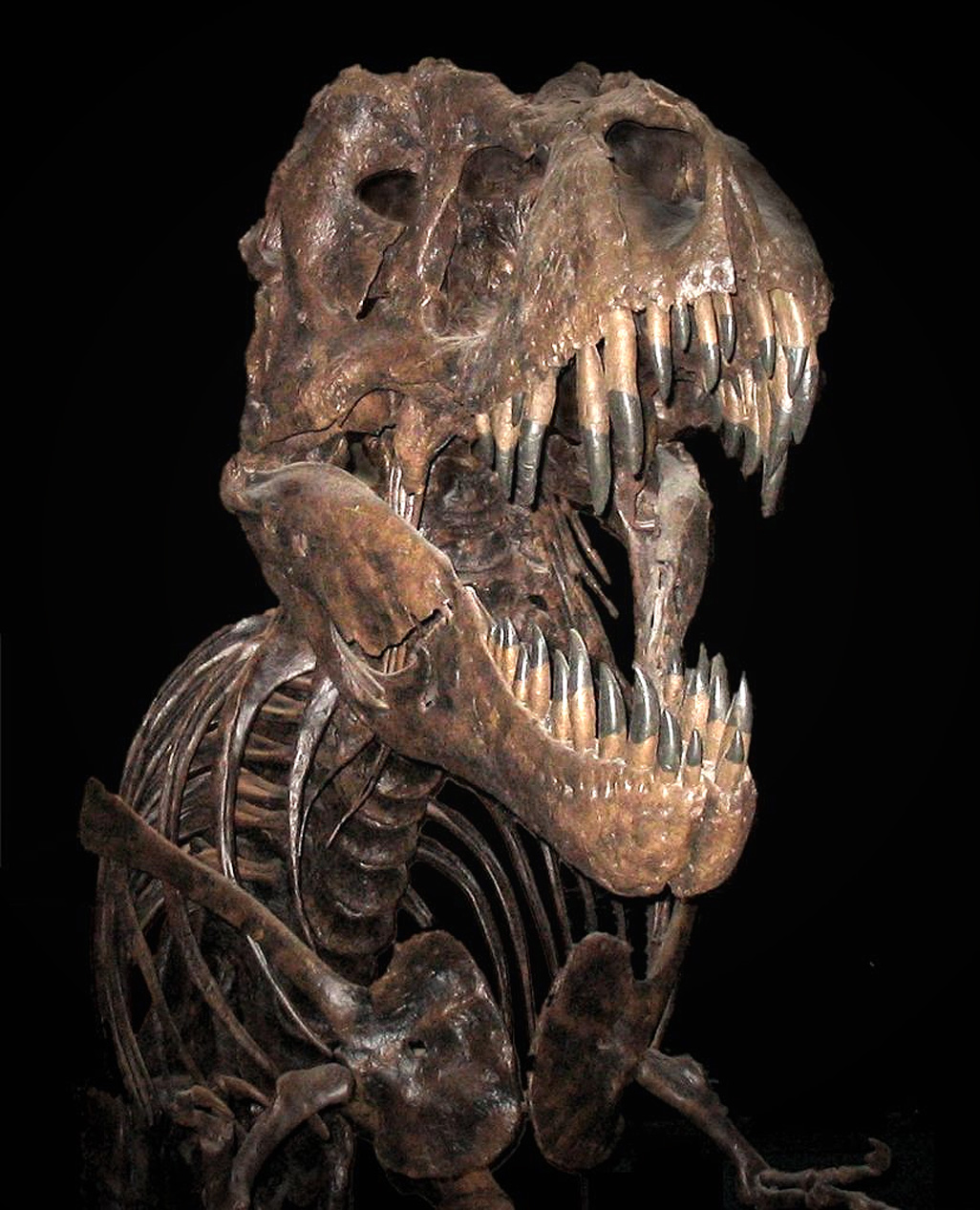
Vue de face
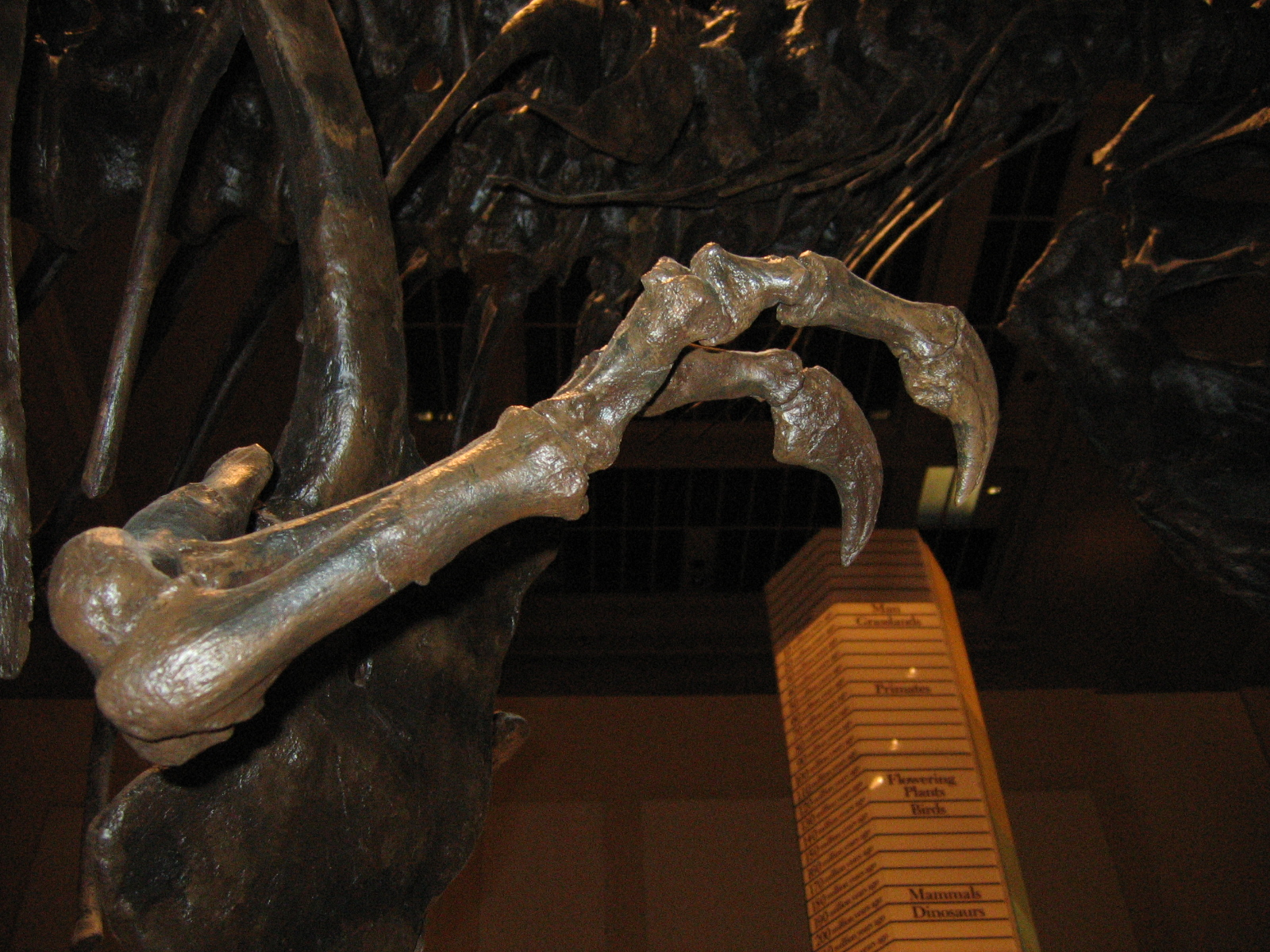
Détail membre antérieur
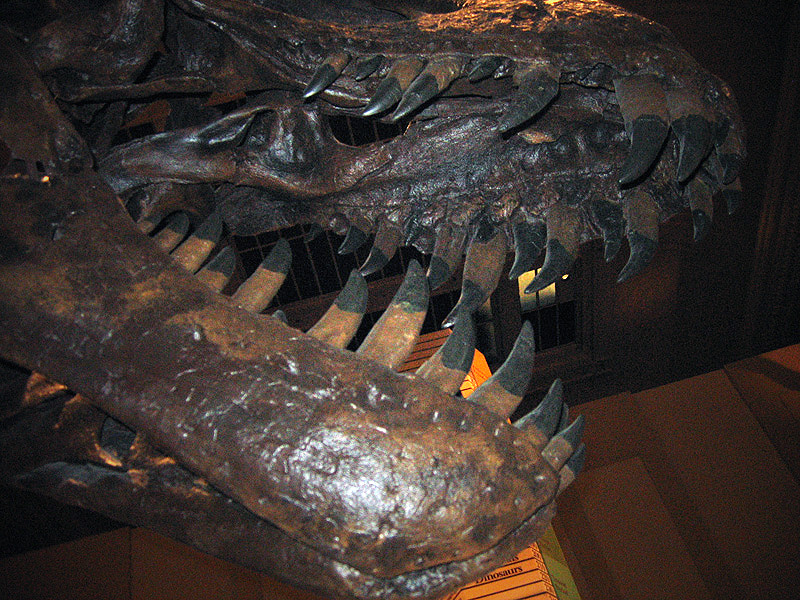
Détail des mâchoires

Le 6 octobre 2020, un spécimen est vendu aux enchères pour 31,8 millions de dollars par la maison de vente Christie's. C'est le record de vente pour un dinosaure.